# Lekkoatletyka na Letnich Igrzyskach Olimpijskich 2016 – kwalifikacje

## Zasady kwalifikacji
Aby zakwalifikować się na igrzyska olimpijskie sportowcy muszą osiągnąć wymagane rezultaty w poszczególnych konkurencjach. Sportowcy kwalifikację uzyskać mogą w dniach 1 maja 2015 – 11 lipca 2016. Wyjątek stanowią bieg na 10 000 m, siedmiobój, dziesięciobój, maraton i chód. W tym konkurencjach kwalifikację uzyskać można było już od 1 stycznia 2015. Każdy kraj może wystawić maksymalnie 3 reprezentantów w danej konkurencji. Dodatkowe miejsce zostaną przyznane tym krajom, których reprezentanci nie osiągnęli minimum kwalifikacyjnego (maksymalnie jedno miejsce dla kraju).
| Konkurencja                        | Mężczyźni | Kobiety  |
| Konkurencja                        | Minimum   | Minimum  |
| ---------------------------------- | --------- | -------- |
| Bieg na 100 metrów                 | 10,16     | 11,32    |
| Bieg na 200 metrów                 | 20,50     | 23,20    |
| Bieg na 400 metrów                 | 45,40     | 52,00    |
| Bieg na 800 metrów                 | 1:45,80   | 2:01,00  |
| Bieg na 1500 metrów                | 3:36,00   | 4:06,00  |
| Bieg na 5000 metrów                | 13:25,00  | 15:20,00 |
| Bieg na 10 000 metrów              | 28:00,00  | 32:15,00 |
| Bieg na 110 metrów przez płotki    | 13,47     | –        |
| Bieg na 100 metrów przez płotki    | –         | 13,00    |
| Bieg na 400 metrów przez płotki    | 49,40     | 56,20    |
| Bieg na 3000 metrów z przeszkodami | 8:28,00   | 9:45,00  |
| Maraton                            | 2:17:00   | 2:42:00  |
| Chód na 20 kilometrów              | 1:24:00   | 1:35:00  |
| Chód na 50 kilometrów              | 4:03:00   | –        |
| Skok w dal                         | 8,15 m    | 6,70 m   |
| Trójskok                           | 16,90 m   | 14,20 m  |
| Skok wzwyż                         | 2,29 m    | 1,94 m   |
| Skok o tyczce                      | 5,70 m    | 4,50 m   |
| Pchnięcie kulą                     | 20,50 m   | 17,80 m  |
| Rzut dyskiem                       | 66,00 m   | 61,00 m  |
| Rzut młotem                        | 78,00 m   | 71,00 m  |
| Rzut oszczepem                     | 83,00 m   | 62,00 m  |
| Dziesięciobój                      | 8100 pkt  | –        |
| Siedmiobój                         | –         | 6200 pkt |

Nieco inaczej wyglądają zasady kwalifikacji sztafet. Do każdej z konkurencji kwalifikuje się po 8 najlepszych sztafet z IAAF World Relays 2015, czyli międzynarodowych zawodów sztafet. Pozostałą ósemkę stanowić będą najlepsze sztafety rankingu światowego z dnia 12 lipca 2016.

## Dyskwalifikacja reprezentacji Rosji
Międzynarodowe Stowarzyszenie Federacji Lekkoatletycznych poinformowało 17 czerwca o zawieszeniu rosyjskich lekkoatletów. Oznacza to, że nie będą oni mogli wystąpić na igrzyskach olimpijskich. Sebastian Coe poinformował, że zawodnicy, którzy udowodnią, że nie stosowali dopingu będą mogli wystąpić pod flagą olimpijską.

## Kwalifikacje

### Konkurencje indywidualne

#### Biegi
| 100 m mężczyzn         | 100 m mężczyzn | 100 m mężczyzn           | 100 m mężczyzn                                         |  |
| Minimum kwalifikacyjne | Liczba miejsc  | Państwo                  | Imię i nazwisko                                        |  |
| ---------------------- | -------------- | ------------------------ | ------------------------------------------------------ |  |
| 10.16                  | 3              | Bahamy                   | Adrian Griffith Shavez Hart Jamial Rolle               |  |
| 10.16                  | 3              | Chiny                    | Su Bingtian Xie Zhenye Zhang Peimeng                   |  |
| 10.16                  | 3              | Kanada                   | Aaron Brown Andre De Grasse Akeem Haynes               |  |
| 10.16                  | 3              | Wielka Brytania          | James Dasaolu James Ellington Chijindu Ujah            |  |
| 10.16                  | 3              | Turcja                   | Emre Zafer Barnes Jak Ali Harvey Ramil Guliyev         |  |
| 10.16                  | 3              | Jamajka                  | Nickel Ashmeade Yohan Blake Usain Bolt Jevaughn Minzie |  |
| 10.16                  | 3              | Japonia                  | Asuka Cambridge Yoshihide Kiryū Ryōta Yamagata         |  |
| 10.16                  | 3              | Nigeria                  | Monzavous Edwards Ogho-Oghene Egwero Seye Ogunlewe     |  |
| 10.16                  | 3              | Saint Kitts i Nevis      | Antoine Adams Kim Collins Brijesh Lawrence             |  |
| 10.16                  | 3              | Południowa Afryka        | Henricho Bruintjies Anaso Jobodwana Akani Simbine      |  |
| 10.16                  | 3              | Trynidad i Tobago        | Keston Bledman Rondel Sorrillo Richard Thompson        |  |
| 10.16                  | 3              | Stany Zjednoczone        | Marvin Bracy Trayvon Bromell Justin Gatlin             |  |
| 10.16                  | 2              | Barbados                 | Ramon Gittens Levi Cadogan                             |  |
| 10.16                  | 2              | Antigua i Barbuda        | Daniel Bailey Cejhae Greene                            |  |
| 10.16                  | 2              | Bahrajn                  | Andrew Fisher Kemarley Brown                           |  |
| 10.16                  | 2              | Francja                  | Christophe Lemaitre Jimmy Vicaut                       |  |
| 10.16                  | 2              | Holandia                 | Solomon Bockarie Churandy Martina                      |  |
| 10.16                  | 2              | Iran                     | Reza Ghasemi Hassan Taftian                            |  |
| 10.16                  | 2              | Niemcy                   | Julian Reus Lucas Jakubczyk                            |  |
| 10.16                  | 2              | Wybrzeże Kości Słoniowej | Wilfried Koffi Ben-Youssef Meïté                       |  |
| 10.16                  | 1              | Australia                | Josh Clarke                                            |  |
| 10.16                  | 1              | Arabia Saudyjska         | Abdullah Abkar Mohammed                                |  |
| 10.16                  | 1              | Brazylia                 | Vítor Hugo dos Santos                                  |  |
| 10.16                  | 1              | Botswana                 | Karabo Mothibi                                         |  |
| 10.16                  | 1              | Kajmany                  | Kemar Hyman                                            |  |
| 10.16                  | 1              | Dominikana               | Yancarlos Martínez                                     |  |
| 10.16                  | 1              | Ghana                    | Sean Safo-Antwi                                        |  |
| 10.16                  | 1              | Haiti                    | Darrell Wesh                                           |  |
| 10.16                  | 1              | Hiszpania                | Bruno Hortelano                                        |  |
| 10.16                  | 1              | Włochy                   | Jacques Riparelli                                      |  |
| 10.16                  | 1              | Kuba                     | Yaniel Carrero                                         |  |
| 10.16                  | 1              | Lesotho                  | Mosito Lehata                                          |  |
| 10.16                  | 1              | Liberia                  | Emmanuel Matadi                                        |  |
| 10.16                  | 1              | Maroko                   | Aziz Ouhadi                                            |  |
| 10.16                  | 1              | Oman                     | Barakat Al-Harthi                                      |  |
| 10.16                  | 1              | Portugalia               | Yazaldes Nascimento                                    |  |
| 10.16                  | 1              | Katar                    | Femi Ogunode                                           |  |
| 10.16                  | 1              | Korea Południowa         | Kim Gook-young                                         |  |
| 10.16                  | 1              | Saint Lucia              | Jahvid Best                                            |  |
| 10.16                  | 1              | Surinam                  | Jurgen Themen                                          |  |
| 10.16                  | 1              | Ukraina                  | Serhij Smełyk                                          |  |
| 10.16                  | 1              | Zambia                   | Gerald Phiri                                           |  |
| 10.16                  | 1              | Zimbabwe                 | Tatenda Tsumba                                         |  |
| Zaproszenia            | 1              | Afganistan               | Abdul Wahib Zahiri                                     |  |
| Zaproszenia            | 1              | Angola                   | Hermenegildo Leite                                     |  |
| Zaproszenia            | 1              | Bangladesz               | Mezbahuddin Ahmed                                      |  |
| Zaproszenia            | 1              | Benin                    | Didier Kiki                                            |  |
| Zaproszenia            | 1              | Brunei                   | Mohamed Fakhri Ismail                                  |  |
| Zaproszenia            | 1              | Gabon                    | Wilfried Bingangoye                                    |  |
| Zaproszenia            | 1              | Gwinea                   | Mohamed Lamine Dansoko                                 |  |
| Zaproszenia            | 1              | Gwinea Bissau            | Holder da Silva                                        |  |
| Zaproszenia            | 1              | Honduras                 | Rolando Palacios                                       |  |
| Zaproszenia            | 1              | Indonezja                | Sudirman Hadi                                          |  |
| Zaproszenia            | 1              | Kiribati                 | John Ruuka                                             |  |
| Zaproszenia            | 1              | Macedonia Północna       | Riste Pandew                                           |  |
| Zaproszenia            | 1              | Malediwy                 | Hassan Saaid                                           |  |
| Zaproszenia            | 1              | Malta                    | Luke Bezzina                                           |  |
| Zaproszenia            | 1              | Mikronezja               | Kitson Kapiriel                                        |  |
| Zaproszenia            | 1              | Palau                    | Rodman Teltull                                         |  |
| Zaproszenia            | 1              | Palestyna                | Mohammed Abu Khoussa                                   |  |
| Zaproszenia            | 1              | Samoa Amerykańskie       | Isaac Silafau                                          |  |
| Zaproszenia            | 1              | Sierra Leone             | Ishmail Kamara                                         |  |
| Zaproszenia            | 1              | Singapur                 | Timothee Yap                                           |  |
| Zaproszenia            | 1              | Tonga                    | Siueni Filimone                                        |  |
| Zaproszenia            | 1              | Tuvalu                   | Etimoni Timuani                                        |  |
| Zaproszenia            | 1              | Wyspy Marshalla          | Richson Simeon                                         |  |
| Zaproszenia            | Suma           | 91                       |                                                        |  |

| 200 m mężczyzn         | 200 m mężczyzn | 200 m mężczyzn           | 200 m mężczyzn                                            |
| Minimum kwalifikacyjne | Liczba miejsc  | Państwo                  | Imię i nazwisko                                           |
| ---------------------- | -------------- | ------------------------ | --------------------------------------------------------- |
| 20.50                  | 3              | Brazylia                 | Aldemir da Silva Junior Vítor Hugo dos Santos Jorge Vides |
| 20.50                  | 3              | Wielka Brytania          | Adam Gemili Daniel Talbot Nethaneel Mitchell-Blake        |
| 20.50                  | 3              | Włochy                   | Fausto Desalu Davide Manenti Matteo Galvan                |
| 20.50                  | 3              | Jamajka                  | Nickel Ashmeade Yohan Blake Usain Bolt Julian Forte       |
| 20.50                  | 3              | Japonia                  | Kenji Fujimitsu Shōta Iizuka Kei Takase                   |
| 20.50                  | 3              | Kanada                   | Aaron Brown Andre De Grasse Brendon Rodney                |
| 20.50                  | 3              | Południowa Afryka        | Anaso Jobodwana Wayde van Niekerk Akani Simbine           |
| 20.50                  | 3              | Stany Zjednoczone        | Justin Gatlin LaShawn Merritt Ameer Webb                  |
| 20.50                  | 2              | Bahamy                   |                                                           |
| 20.50                  | 2              | Barbados                 | Levi Cadogan Burkheart Ellis                              |
| 20.50                  | 2              | Botswana                 | Baboloki Thebe Isaac Makwala                              |
| 20.50                  | 2              | Dominikana               | Yancarlos Martínez Stanly del Carmen                      |
| 20.50                  | 2              | Holandia                 | Churandy Martina Solomon Bockarie                         |
| 20.50                  | 2              | Kolumbia                 | Bernardo Baloyes Diego Palomeque                          |
| 20.50                  | 2              | Kuba                     | Roberto Skyers Reynier Mena                               |
| 20.50                  | 2              | Kenia                    | Carvin Nkanata Mike Mokamba                               |
| 20.50                  | 2              | Meksyk                   | José Carlos Herrera César Ramírez                         |
| 20.50                  | 2              | Nigeria                  | Tega Odele Divine Oduduru                                 |
| 20.50                  | 2              | Trynidad i Tobago        | Kyle Greaux Rondel Sorrillo                               |
| 20.50                  | 1              | Antigua i Barbuda        | Miguel Francis                                            |
| 20.50                  | 1              | Australia                | Alex Hartmann                                             |
| 20.50                  | 1              | Belgia                   | Jonathan Borlée                                           |
| 20.50                  | 1              | Bermudy                  | Harold Houston                                            |
| 20.50                  | 1              | Grecja                   | Likurgos-Stefanos Tsakonas                                |
| 20.50                  | 1              | Hiszpania                | Bruno Hortelano                                           |
| 20.50                  | 1              | Francja                  | Christophe Lemaitre                                       |
| 20.50                  | 1              | Indie                    | Dharambir Singh                                           |
| 20.50                  | 1              | Kostaryka                | Nery Brenes                                               |
| 20.50                  | 1              | Wybrzeże Kości Słoniowej | Wilfried Koffi                                            |
| 20.50                  | 1              | Lesotho                  | Mosito Lehata                                             |
| 20.50                  | 1              | Niemcy                   | Alexio-Platini Menga                                      |
| 20.50                  | 1              | Katar                    | Femi Ogunode                                              |
| 20.50                  | 1              | Panama                   | Alonso Edward                                             |
| 20.50                  | 1              | Polska                   | Karol Zalewski                                            |
| 20.50                  | 1              | Saint Kitts i Nevis      | Antoine Adams                                             |
| 20.50                  | 1              | Samoa                    | Jeremy Dodson                                             |
| 20.50                  | 1              | Ukraina                  | Serhij Smełyk                                             |
| 20.50                  | 1              | Turcja                   | Ramil Guliyev                                             |
| Zaproszenia            | 1              | Belize                   | Brandon Jones                                             |
| Zaproszenia            | 1              | Gambia                   | Adama Jammeh                                              |
| Zaproszenia            | 1              | Papua-Nowa Gwinea        | Theo Piniau                                               |
| Suma                   | 66             |                          |                                                           |

| 400 m mężczyzn         | 400 m mężczyzn | 400 m mężczyzn                  | 400 m mężczyzn                                  |
| Minimum kwalifikacyjne | Liczba miejsc  | Państwo                         | Imię i nazwisko                                 |
| ---------------------- | -------------- | ------------------------------- | ----------------------------------------------- |
| 45.40                  | 3              | Botswana                        | Baboloki Thebe Isaac Makwala Onkabetse Nkobolo  |
| 45.40                  | 3              | Wielka Brytania                 | Matthew Hudson-Smith Rabah Yousif Martyn Rooney |
| 45.40                  | 3              | Jamajka                         |                                                 |
| 45.40                  | 3              | Kenia                           | Alphas Kishoyian Raymond Kibet Alex Sampao      |
| 45.40                  | 3              | Stany Zjednoczone               | LaShawn Merritt Gil Roberts David Verburg       |
| 45.40                  | 3              | Trynidad i Tobago               | Machel Cedenio Lalonde Gordon Deon Lendore      |
| 45.40                  | 2              | Bahamy                          |                                                 |
| 45.40                  | 2              | Belgia                          | Jonathan Borlée Kévin Borlée                    |
| 45.40                  | 2              | Kuba                            | Yoandys Lescay Raidel Acea                      |
| 45.40                  | 2              | Dominikana                      | Gustavo Cuesta Luguelín Santos                  |
| 45.40                  | 2              | Grenada                         | Kirani James Bralon Taplin                      |
| 45.40                  | 2              | Japonia                         | Yūzō Kanemaru Julian Jrummi Walsh               |
| 45.40                  | 1              | Bahrajn                         | Abbas Abu Bakr                                  |
| 45.40                  | 1              | Brazylia                        | Hederson Estefani                               |
| 45.40                  | 1              | Kostaryka                       | Nery Brenes                                     |
| 45.40                  | 1              | Czechy                          | Pavel Maslák                                    |
| 45.40                  | 1              | Francja                         |                                                 |
| 45.40                  | 1              | Gujana                          | Winston George                                  |
| 45.40                  | 1              | Indie                           | Muhammad Anas                                   |
| 45.40                  | 1              | Izrael                          |                                                 |
| 45.40                  | 1              | Holandia                        | Liemarvin Bonevacia                             |
| 45.40                  | 1              | Kolumbia                        | Diego Palomeque                                 |
| 45.40                  | 1              | Nigeria                         | Erayokan Orukpe                                 |
| 45.40                  | 1              | Kanada                          |                                                 |
| 45.40                  | 1              | Katar                           | Abd al-Ilah Harun                               |
| 45.40                  | 1              | Polska                          | Rafał Omelko                                    |
| 45.40                  | 1              | Saint Vincent i Grenadyny       | Brandon Valentine-Parris                        |
| 45.40                  | 1              | Słowenia                        | Luka Janežič                                    |
| 45.40                  | 1              | Arabia Saudyjska                | Youssef Masrahi                                 |
| 45.40                  | 1              | Południowa Afryka               | Wayde van Niekerk                               |
| 45.40                  | 1              | Ukraina                         | Witalij Butrym                                  |
| 45.40                  | 1              | Wenezuela                       | Alberth Bravo                                   |
| 45.40                  | 1              | Włochy                          | Matteo Galvan                                   |
| Zaproszenia            | 1              | Czad                            | Amat Bachir                                     |
| Zaproszenia            | 1              | Niezależni Sportowcy Olimpijscy | James Chiengjiek                                |
| Zaproszenia            | 1              | Niger                           | Ousseini Djibo                                  |
| Zaproszenia            | 1              | Pakistan                        |                                                 |
| Suma                   | 56             |                                 |                                                 |

| 800 m mężczyzn         | 800 m mężczyzn | 800 m mężczyzn                  | 800 m mężczyzn                                   |
| Minimum kwalifikacyjne | Liczba miejsc  | Państwo                         | Imię i nazwisko                                  |
| ---------------------- | -------------- | ------------------------------- | ------------------------------------------------ |
| 1:46.00                | 3              | Algieria                        | Amine Belfarar Taoufik Makhloufi Yacine Hathat   |
| 1:46.00                | 3              | Australia                       | Peter Bol Luke Mathews Jeff Riseley              |
| 1:46.00                | 3              | Hiszpania                       | Daniel Andújar Álvaro de Arriba Kevin López      |
| 1:46.00                | 3              | Kenia                           | Alfred Kipketer Ferguson Rotich David Rudisha    |
| 1:46.00                | 3              | Stany Zjednoczone               | Boris Berian Charles Jock Clayton Murphy         |
| 1:46.00                | 2              | Brazylia                        | Kléberson Davide Lutimar Paes                    |
| 1:46.00                | 2              | Kanada                          | Brandon McBride Anthony Romaniw                  |
| 1:46.00                | 2              | Katar                           | Abubaker Haydar Abdalla Abdulrahman Musaeb Balla |
| 1:46.00                | 2              | Maroko                          | Amin al-Manawi Mostafa Smaili                    |
| 1:46.00                | 2              | Polska                          | Adam Kszczot Marcin Lewandowski                  |
| 1:46.00                | 2              | Portoryko                       | Andrés Arroyo Wesley Vázquez                     |
| 1:46.00                | 2              | Południowa Afryka               | André Olivier Rynardt van Rensburg               |
| 1:46.00                | 2              | Wielka Brytania                 | Michael Rimmer Elliot Giles                      |
| 1:46.00                | 1              | Bahrajn                         | Abraham Rotich                                   |
| 1:46.00                | 1              | Botswana                        | Nijel Amos                                       |
| 1:46.00                | 1              | Burundi                         | Antoine Gakeme                                   |
| 1:46.00                | 1              | Bośnia i Hercegowina            | Amel Tuka                                        |
| 1:46.00                | 1              | Kolumbia                        | Rafith Rodríguez                                 |
| 1:46.00                | 1              | Czechy                          | Jakub Holuša                                     |
| 1:46.00                | 1              | Dania                           | Andreas Bube                                     |
| 1:46.00                | 1              | Dżibuti                         | Ayanleh Souleiman                                |
| 1:46.00                | 1              | Etiopia                         | Mohammed Aman                                    |
| 1:46.00                | 1              | Francja                         | Pierre-Ambroise Bosse                            |
| 1:46.00                | 1              | Ghana                           | Alex Amankwah                                    |
| 1:46.00                | 1              | Holandia                        |                                                  |
| 1:46.00                | 1              | Indie                           | Jinson Johnson                                   |
| 1:46.00                | 1              | Irlandia                        |                                                  |
| 1:46.00                | 1              | Japonia                         |                                                  |
| 1:46.00                | 1              | Włochy                          | Giordano Benedetti                               |
| 1:46.00                | 1              | Słowacja                        | Jozef Repčík                                     |
| 1:46.00                | 1              | Słowenia                        | Žan Rudolf                                       |
| 1:46.00                | 1              | Szwecja                         | Andreas Almgren                                  |
| 1:46.00                | 1              | Arabia Saudyjska                | Ali Al-Deraan                                    |
| Zaproszenia            | 1              | Niezależni Sportowcy Olimpijscy | Yiech Biel                                       |
| Zaproszenia            | 1              | Andora                          | Pol Moya                                         |
| Zaproszenia            | 1              | Guam                            | Joshua Ilustre                                   |
| Zaproszenia            | 1              | Gwinea Równikowa                | Benjamín Enzema                                  |
| Zaproszenia            | 1              | Kosowo                          | Musa Hajdari                                     |
| Zaproszenia            | 1              | Luksemburg                      | Charles Grethen                                  |
| Zaproszenia            | 1              | Monako                          | Brice Etès                                       |
| Zaproszenia            | 1              | Republika Środkowoafrykańska    | Francky-Edgard Mbotto                            |
| Zaproszenia            | 1              | Wyspy Cooka                     | Alex Beddoes                                     |
| Suma                   | 59             |                                 |                                                  |

| 1500 m mężczyzn        | 1500 m mężczyzn | 1500 m mężczyzn                 | 1500 m mężczyzn                                |  |
| Minimum kwalifikacyjne | Liczba miejsc   | Państwo                         | Imię i nazwisko                                |  |
| ---------------------- | --------------- | ------------------------------- | ---------------------------------------------- |  |
| 3:36.20                | 3               | Kenia                           | Asbel Kiprop Elijah Manangoi Ronald Kwemoi     |  |
| 3:36.20                | 3               | Maroko                          | Fouad Elkaam Abdalaati Iguider Brahim Kaazouzi |  |
| 3:36.20                | 3               | Nowa Zelandia                   | Nick Willis Hamish Carson Julian Matthews      |  |
| 3:36.20                | 3               | Stany Zjednoczone               |                                                |  |
| 3:36.20                | 2               | Algieria                        | Taoufik Makhloufi Salim Keddar                 |  |
| 3:36.20                | 2               | Dżibuti                         | Abdi Waiss Mouhyadin Ayanleh Souleiman         |  |
| 3:36.20                | 2               | Hiszpania                       | David Bustos Adel Mechaal                      |  |
| 3:36.20                | 2               | Kanada                          | Charles Philibert-Thiboutot Nathan Brannen     |  |
| 3:36.20                | 2               | Wielka Brytania                 | Charlie Grice Chris O’Hare                     |  |
| 3:36.20                | 1               | Azerbejdżan                     | Hayle İbrahimov                                |  |
| 3:36.20                | 1               | Bahrajn                         | Benson Seurei                                  |  |
| 3:36.20                | 1               | Belgia                          | Pieter-Jan Hannes                              |  |
| 3:36.20                | 1               | Brazylia                        | Thiago André                                   |  |
| 3:36.20                | 1               | Czechy                          | Jakub Holuša                                   |  |
| 3:36.20                | 1               | Francja                         | Florian Carvalho                               |  |
| 3:36.20                | 1               | Niemcy                          | Homiyu Tesfaye                                 |  |
| 3:36.20                | 1               | Norwegia                        | Henrik Ingebrigtsen                            |  |
| 3:36.20                | 1               | Peru                            |                                                |  |
| 3:36.20                | 1               | Katar                           | Mohamad Al-Garni                               |  |
| 3:36.20                | 1               | Turcja                          | İlham Tanui Özbilen                            |  |
| 3:36.20                | 1               | Uganda                          | Ronald Musagala                                |  |
| Zaproszenia            | 1               | Niezależni Sportowcy Olimpijscy | Paulo Lokoro                                   |  |
| Zaproszenia            | 1               | Nikaragua                       | Erick Rodríguez                                |  |
| Zaproszenia            | 1               | Sudan Południowy                | Santino Kenyi                                  |  |
| Suma                   | 38              |                                 |                                                |  |

| 5000 m mężczyzn        | 5000 m mężczyzn | 5000 m mężczyzn                   | 5000 m mężczyzn                                     |
| Minimum kwalifikacyjne | Liczba miejsc   | Państwo                           | Imię i nazwisko                                     |
| ---------------------- | --------------- | --------------------------------- | --------------------------------------------------- |
| 13:25.00               | 3               | Etiopia                           |                                                     |
| 13:25.00               | 3               | Erytrea                           | Abrar Osman Aron Kifle Awet Nftalem Kibrab          |
| 13:25.00               | 3               | Wielka Brytania                   |                                                     |
| 13:25.00               | 3               | Kenia                             | Caleb Ndiku Isiah Kiplangat Koech Cyrus Rutto       |
| 13:25.00               | 3               | Maroko                            | Soufiyan Bouqantar Abdalaati Iguider Younès Essalhi |
| 13:25.00               | 3               | Stany Zjednoczone                 | Paul Chelimo Bernard Lagat Hassan Mead              |
| 13:25.00               | 3               | Hiszpania                         | Antonio Abadía Ilias Fifa Adel Mechaal              |
| 13:25.00               | 3               | Uganda                            | Phillip Kipyeko Ronald Musagala Joshua Cheptegei    |
| 13:25.00               | 2               | Bahrajn                           | Aweke Ayalew Albert Rop                             |
| 13:25.00               | 2               | Kanada                            |                                                     |
| 13:25.00               | 2               | Niemcy                            | Richard Ringer Florian Orth                         |
| 13:25.00               | 2               | Japonia                           | Kota Murayama Suguru Ōsako                          |
| 13:25.00               | 2               | Południowa Afryka                 | Stephen Mokoka Elroy Gelant                         |
| 13:25.00               | 1               | Australia                         |                                                     |
| 13:25.00               | 1               | Belgia                            | Bashir Abdi                                         |
| 13:25.00               | 1               | Burundi                           | Olivier Irabaruta                                   |
| 13:25.00               | 1               | Jamajka                           | Kemoy Campbell                                      |
| 13:25.00               | 1               | Norwegia                          | Sindre Buraas                                       |
| 13:25.00               | 1               | Peru                              |                                                     |
| 13:25.00               | 1               | Turcja                            | Ali Kaya                                            |
| 13:25.00               | 1               | Włochy                            | Jamel Chatbi                                        |
| Zaproszenia            | 1               | Malawi                            | Kefasi Chitsala                                     |
| Zaproszenia            | 1               | Mjanma                            | San Naing                                           |
| Zaproszenia            | 1               | Nepal                             | Hari Rimal                                          |
| Zaproszenia            | 1               | Somalia                           | Mohamed Daud Mohamed                                |
| Zaproszenia            | 1               | Wyspy Salomona                    | Rosefelo Siosi                                      |
| Zaproszenia            | 1               | Wyspy Świętego Tomasza i Książęca | Romário Leitão                                      |
| Suma                   | 47              |                                   |                                                     |

| 10000 m mężczyzn       | 10000 m mężczyzn | 10000 m mężczyzn  | 10000 m mężczyzn                                              |
| Minimum kwalifikacyjne | Liczba miejsc    | Państwo           | Imię i nazwisko                                               |
| ---------------------- | ---------------- | ----------------- | ------------------------------------------------------------- |
| 28:00.00               | 3                | Etiopia           |                                                               |
| 28:00.00               | 3                | Erytrea           |                                                               |
| 28:00.00               | 3                | Japonia           | Kota Murayama Suguru Ōsako Yūta Shitara                       |
| 28:00.00               | 3                | Kenia             | Paul Kipngetich Tanui Charles MuneriaYosei Geoffrey KamwororW |
| 28:00.00               | 3                | Stany Zjednoczone | Galen Rupp Shadrack Kipchirchir Leonard Essau Korir           |
| 28:00.00               | 3                | Wielka Brytania   | Mohamed Farah Ross Millington Andy Vernon                     |
| 28:00.00               | 2                | Australia         |                                                               |
| 28:00.00               | 2                | Południowa Afryka | Stephen Mokoka Gladwin Mzazi                                  |
| 28:00.00               | 2                | Turcja            | Ali Kaya Polat Kemboi Arıkan                                  |
| 28:00.00               | 2                | Uganda            | Joshua Cheptegei Timothy Toroitich                            |
| 28:00.00               | 1                | Bahrajn           | El Hassan El-Abbassi                                          |
| 28:00.00               | 1                | Belgia            |                                                               |
| 28:00.00               | 1                | Burundi           | Olivier Irabaruta                                             |
| 28:00.00               | 1                | Kanada            |                                                               |
| 28:00.00               | 1                | Maroko            |                                                               |
| 28:00.00               | 1                | Nowa Zelandia     | Zane Robertson                                                |
| 28:00.00               | 1                | Peru              | Luis Ostos                                                    |
| 28:00.00               | 1                | Tunezja           | Wissem Hosni                                                  |
| Zaproszenia            |                  |                   |                                                               |
| Suma                   | 33               |                   |                                                               |

| 110 m przez płotki mężczyzn | 110 m przez płotki mężczyzn | 110 m przez płotki mężczyzn          | 110 m przez płotki mężczyzn                             |
| Minimum kwalifikacyjne      | Liczba miejsc               | Państwo                              | Imię i nazwisko                                         |
| --------------------------- | --------------------------- | ------------------------------------ | ------------------------------------------------------- |
| 13.47                       | 3                           | Kuba                                 | Yordan L. O’Farrill Dayron Robles Jhoanis Portilla      |
| 13.47                       | 3                           | Francja                              | Pascal Martinot-Lagarde Dimitri Bascou Wilhelm Belocian |
| 13.47                       | 3                           | Jamajka                              |                                                         |
| 13.47                       | 3                           | Niemcy                               |                                                         |
| 13.47                       | 3                           | Stany Zjednoczone                    | Devon Allen Ronnie Ash Jeff Porter                      |
| 13.47                       | 2                           | Barbados                             | Shane Brathwaite Greggmar Swift                         |
| 13.47                       | 2                           | Brazylia                             | João Vítor de Oliveira Éder Souza                       |
| 13.47                       | 2                           | Hiszpania                            | Yidiel Contreras Orlando Ortega                         |
| 13.47                       | 2                           | Kanada                               | Johnathan Cabral Sekou Kaba                             |
| 13.47                       | 2                           | Wielka Brytania                      |                                                         |
| 13.47                       | 1                           | Chiny                                | Xie Wenjun                                              |
| 13.47                       | 1                           | Cypr                                 | Milan Trajković                                         |
| 13.47                       | 1                           | Czechy                               |                                                         |
| 13.47                       | 1                           | Grecja                               | Konstandinos Duwalidis                                  |
| 13.47                       | 1                           | Haiti                                | Jeffrey Julmis                                          |
| 13.47                       | 1                           | Japonia                              | Wataru Yazawa                                           |
| 13.47                       | 1                           | Kajmany                              | Ronald Forbes                                           |
| 13.47                       | 1                           | Kolumbia                             | Yeison Rivas                                            |
| 13.47                       | 1                           | Nigeria                              | Antwon Hicks                                            |
| 13.47                       | 1                           | Węgry                                | Balázs Baji                                             |
| 13.47                       | 1                           | Polska                               | Damian Czykier                                          |
| 13.47                       | 1                           | Południowa Afryka                    | Antonio Alkana                                          |
| 13.47                       | 1                           | Serbia                               |                                                         |
| 13.47                       | 1                           | Trynidad i Tobago                    | Mikel Thomas                                            |
| 13.47                       | 1                           | Wyspy Dziewicze Stanów Zjednoczonych | Eddie Lovett                                            |
| Zaproszenia                 | 1                           | Laos                                 | Xaysa Anousone                                          |
| Zaproszenia                 | 1                           | Liban                                | Ahmad Hazer                                             |
| Suma                        | 42                          |                                      |                                                         |

| 400 m przez płotki mężczyzn | 400 m przez płotki mężczyzn | 400 m przez płotki mężczyzn   | 400 m przez płotki mężczyzn                    |
| Minimum kwalifikacyjne      | Liczba miejsc               | Państwo                       | Imię i nazwisko                                |
| --------------------------- | --------------------------- | ----------------------------- | ---------------------------------------------- |
| 49.40                       | 3                           | Jamajka                       |                                                |
| 49.40                       | 3                           | Brazylia                      | Hederson Estefani Mahau Suguimati Márcio Teles |
| 49.40                       | 3                           | Stany Zjednoczone             | Kerron Clement Byron Robinson Michael Tinsley  |
| 49.40                       | 3                           | Kenia                         | Aron Koech Boniface Mucheru Kiprono Kosgei     |
| 49.40                       | 2                           | Algieria                      | Abdelmalik Lahoulou Miloud Rahmani             |
| 49.40                       | 2                           | Estonia                       | Rasmus Mägi Jaak-Heinrich Jagor                |
| 49.40                       | 2                           | Japonia                       |                                                |
| 49.40                       | 2                           | Wielka Brytania               |                                                |
| 49.40                       | 2                           | Portoryko                     | Javier Culson Eric Alejandro                   |
| 49.40                       | 2                           | Południowa Afryka             | Louis Jacob van Zyl Cornel Fredericks          |
| 49.40                       | 1                           | Bahamy                        | Jeffery Gibson                                 |
| 49.40                       | 1                           | Belgia                        | Michaël Bultheel                               |
| 49.40                       | 1                           | Kuba                          | Omar Cisneros                                  |
| 49.40                       | 1                           | Hiszpania                     |                                                |
| 49.40                       | 1                           | Irlandia                      |                                                |
| 49.40                       | 1                           | Kazachstan                    | Dmitriy Koblov                                 |
| 49.40                       | 1                           | Nigeria                       | Miles Ukaoma                                   |
| 49.40                       | 1                           | Filipiny                      | Eric Cray                                      |
| 49.40                       | 1                           | Polska                        | Patryk Dobek                                   |
| 49.40                       | 1                           | Republika Zielonego Przylądka | Jordin Andrade                                 |
| 49.40                       | 1                           | Szwajcaria                    | Kariem Hussein                                 |
| 49.40                       | 1                           | Trynidad i Tobago             | Jehue Gordon                                   |
| 49.40                       | 1                           | Chińskie Tajpej               | Chen Chieh                                     |
| 49.40                       | 1                           | Tunezja                       | Mohamed Sghaier                                |
| 49.40                       | 1                           | Turcja                        | Yasmani Copello                                |
| 49.40                       | 1                           | Urugwaj                       | Andrés Silva                                   |
| Zaproszenia                 | 1                           | Niemcy                        | Tobias Giehl (nie wystąpił na olimpiadzie)     |
| Zaproszenia                 | 1                           | Mozambik                      | Kurt Couto                                     |
| Zaproszenia                 | 1                           | Seszele                       | Ned Azemia                                     |
| Suma                        | 44                          |                               |                                                |

| 3000 m z przeszkodami mężczyzn | 3000 m z przeszkodami mężczyzn | 3000 m z przeszkodami mężczyzn | 3000 m z przeszkodami mężczyzn                  |
| Minimum kwalifikacyjne         | Liczba miejsc                  | Państwo                        | Imię i nazwisko                                 |
| ------------------------------ | ------------------------------ | ------------------------------ | ----------------------------------------------- |
| 8:30.00                        | 3                              | Kanada                         |                                                 |
| 8:30.00                        | 3                              | Algieria                       | Bilal Tabti Hicham Bouchicha Ali Mesaoudi       |
| 8:30.00                        | 3                              | Etiopia                        |                                                 |
| 8:30.00                        | 3                              | Kenia                          | Brimin Kipruto Conseslus Kipruto Ezekiel Kemboi |
| 8:30.00                        | 3                              | Maroko                         | Soufiane El Bakkali Hamid Ezzine Hicham Sigueni |
| 8:30.00                        | 3                              | Hiszpania                      |                                                 |
| 8:30.00                        | 3                              | Stany Zjednoczone              | Hillary Bor Donn Cabral Evan Jager              |
| 8:30.00                        | 3                              | Turcja                         | Tarık Langat Akdağ Halil Akkaş Aras Kaya        |
| 8:30.00                        | 2                              | Francja                        | Yoann Kowal Mahiedine Mekhissi-Benabbad         |
| 8:30.00                        | 1                              | Bahrajn                        | John Koech                                      |
| 8:30.00                        | 1                              | Brazylia                       | Altobeli da Silva                               |
| 8:30.00                        | 1                              | Bułgaria                       | Mitko Cenow                                     |
| 8:30.00                        | 1                              | Kolumbia                       | Gerald Giraldo                                  |
| 8:30.00                        | 1                              | Dżibuti                        | Mohamed Ismail Ibrahim                          |
| 8:30.00                        | 1                              | Polska                         | Krystian Zalewski                               |
| 8:30.00                        | 1                              | Tunezja                        | Amor Ben Yahia                                  |
| 8:30.00                        | 1                              | Uganda                         | Benjamin Kiplagat                               |
| 8:30.00                        | 1                              | Wielka Brytania                | Rob Mullett                                     |
| 8:30.00                        | 1                              | Włochy                         | Jamel Chatbi                                    |
| 8:30.00                        | 1                              | Wenezuela                      |                                                 |
| Zaproszenia                    | 2                              | Włochy                         | Yuri Floriani Abdoullah Bamoussa                |
| Zaproszenia                    | 1                              | Belgia                         | Jeroen D'Hoedt                                  |
| Zaproszenia                    | 1                              | Dania                          | Ole Hesselbjerg                                 |
| Zaproszenia                    | 1                              | Estonia                        | Kaur Kivistik                                   |
| Zaproszenia                    | 1                              | Sudan                          | Yousif Abdalla Targan                           |
| Suma                           | 42                             |                                |                                                 |

| 100 m kobiet           | 100 m kobiet  | 100 m kobiet               | 100 m kobiet                                                |
| Minimum kwalifikacyjne | Liczba miejsc | Państwo                    | Imię i nazwisko                                             |
| ---------------------- | ------------- | -------------------------- | ----------------------------------------------------------- |
| 11.32                  | 3             | Brazylia                   | Franciela Krasucki Rosângela Santos Ana Cláudia Lemos       |
| 11.32                  | 3             | Wielka Brytania            | Asha Philip Daryll Neita Desiree Henry                      |
| 11.32                  | 3             | Jamajka                    | Elaine Thompson Shelly-Ann Fraser-Pryce Christania Williams |
| 11.32                  | 3             | Trynidad i Tobago          | Michelle-Lee Ahye Semoy Hackett Kelly-Ann Baptiste          |
| 11.32                  | 3             | Stany Zjednoczone          | English Gardner Tianna Bartoletta Tori Bowie                |
| 11.32                  | 3             | Ukraina                    | Natalija Pohrebniak Ołesia Powch Chrystyna Stuj             |
| 11.32                  | 2             | Bahamy                     | Shaunae Miller Tynia Gaither                                |
| 11.32                  | 2             | Chiny                      | Wei Yongli Yuan Qiqi                                        |
| 11.32                  | 2             | Ekwador                    | Ángela Tenorio Narcisa Landázuri                            |
| 11.32                  | 2             | Kolumbia                   | Evelyn Rivera Eliecith Palacios                             |
| 11.32                  | 2             | Wybrzeże Kości Słoniowej   | Murielle Ahouré Marie Josée Ta Lou                          |
| 11.32                  | 2             | Kazachstan                 | Olga Safronowa Wiktorija Ziabkina                           |
| 11.32                  | 2             | Niemcy                     | Rebekka Haase Tatjana Pinto                                 |
| 11.32                  | 2             | Nigeria                    | Blessing Okagbare Peace Uko                                 |
| 11.32                  | 2             | Polska                     | Marika Popowicz-Drapała Ewa Swoboda                         |
| 11.32                  | 2             | Południowa Afryka          | Carina Horn Alyssa Conley                                   |
| 11.32                  | 1             | Australia                  | Melissa Breen                                               |
| 11.32                  | 1             | Brytyjskie Wyspy Dziewicze | Tahesia Harrigan-Scott                                      |
| 11.32                  | 1             | Bułgaria                   | Iwet Łałowa                                                 |
| 11.32                  | 1             | Kanada                     | Crystal Emmanuel                                            |
| 11.32                  | 1             | Chorwacja                  | Andrea Ivančević                                            |
| 11.32                  | 1             | Francja                    |                                                             |
| 11.32                  | 1             | Gabon                      | Ruddy Zang Milama                                           |
| 11.32                  | 1             | Ghana                      | Flings Owusu-Agyapong                                       |
| 11.32                  | 1             | Gujana                     | Brenessa Thompson                                           |
| 11.32                  | 1             | Holandia                   | Dafne Schippers                                             |
| 11.32                  | 1             | Indie                      | Dutee Chand                                                 |
| 11.32                  | 1             | Japonia                    | Chisato Fukushima                                           |
| 11.32                  | 1             | Kuba                       | Arialis Gandulla                                            |
| 11.32                  | 1             | Norwegia                   | Ezinne Okparaebo                                            |
| 11.32                  | 1             | Portugalia                 | Lorène Bazolo                                               |
| 11.32                  | 1             | Szwajcaria                 | Mujinga Kambundji                                           |
| 11.32                  | 1             | Uzbekistan                 | Nigina Szaripowa                                            |
| Zaproszenia            | 1             | Afganistan                 | Kamia Yousufi                                               |
| Zaproszenia            | 1             | Angola                     | Liliana Neto                                                |
| Zaproszenia            | 1             | Bangladesz                 | Shirin Akter                                                |
| Zaproszenia            | 1             | Brunei                     | Maizurah Abdul Rahim                                        |
| Zaproszenia            | 1             | Czad                       | Bibiro Ali Taher                                            |
| Zaproszenia            | 1             | Fidżi                      | Sisilia Seavula                                             |
| Zaproszenia            | 1             | Guam                       | Regina Tugade                                               |
| Zaproszenia            | 1             | Gwinea                     | Makoura Keita                                               |
| Zaproszenia            | 1             | Kiribati                   | Karitaake Tewaaki                                           |
| Zaproszenia            | 1             | Laos                       | Laenly Phoutthavong                                         |
| Zaproszenia            | 1             | Mikronezja                 | Larissa Henry                                               |
| Zaproszenia            | 1             | Papua-Nowa Gwinea          | Toea Wisil                                                  |
| Zaproszenia            | 1             | Samoa Amerykańskie         | Jordan Mageo                                                |
| Zaproszenia            | 1             | Sierra Leone               | Hafsatu Kamara                                              |
| Zaproszenia            | 1             | Tuvalu                     | Asenate Manoa                                               |
| Zaproszenia            | 1             | Wyspy Cooka                | Patricia Taea                                               |
| Zaproszenia            | 1             | Wyspy Marshalla            | Mariana Cress                                               |
| Suma                   | 73            |                            |                                                             |

| 200 m kobiet           | 200 m kobiet  | 200 m kobiet                  | 200 m kobiet                                             |
| Minimum kwalifikacyjne | Liczba miejsc | Państwo                       | Imię i nazwisko                                          |
| ---------------------- | ------------- | ----------------------------- | -------------------------------------------------------- |
| 23.20                  | 3             | Kanada                        |                                                          |
| 23.20                  | 3             | Bahamy                        | Shaunae Miller Anthonique Strachan Tynia Gaither         |
| 23.20                  | 3             | Brazylia                      | Vitória Cristina Rosa Rosângela Santos Kauiza Venâncio   |
| 23.20                  | 3             | Niemcy                        | Nadine Gonska Lisa Mayer Gina Lückenkemper               |
| 23.20                  | 3             | Jamajka                       |                                                          |
| 23.20                  | 3             | Stany Zjednoczone             | Tori Bowie Jenna Prandini Deajah Stevens                 |
| 23.20                  | 3             | Trynidad i Tobago             | Michelle-Lee Ahye Semoy Hackett Reyare Thomas            |
| 23.20                  | 3             | Ukraina                       | Chrystyna Stuj Natalija Pohrebniak Wiktorija Pjataczenko |
| 23.20                  | 2             | Armenia                       | Gayane Chiloyan Diana Chubeserjan                        |
| 23.20                  | 2             | Cypr                          | Eleni Artimata Ramona Papaioannou                        |
| 23.20                  | 2             | Holandia                      | Tessa van Schagen Dafne Schippers                        |
| 23.20                  | 2             | Południowa Afryka             | Alyssa Conley Justine Palframan                          |
| 23.20                  | 2             | Włochy                        |                                                          |
| 23.20                  | 2             | Słowenia                      | Maja Mihalinec Sabina Veit                               |
| 23.20                  | 2             | Wielka Brytania               | Dina Asher-Smith Jodie Williams                          |
| 23.20                  | 2             | Wybrzeże Kości Słoniowej      | Murielle Ahouré Marie Josée Ta Lou                       |
| 23.20                  | 1             | Australia                     | Ella Nelson                                              |
| 23.20                  | 1             | Barbados                      | Sada Williams                                            |
| 23.20                  | 1             | Bahrajn                       | Salwa Eid Naser                                          |
| 23.20                  | 1             | Belgia                        | Cynthia Bolingo                                          |
| 23.20                  | 1             | Brytyjskie Wyspy Dziewicze    |                                                          |
| 23.20                  | 1             | Bułgaria                      | Iwet Łałowa                                              |
| 23.20                  | 1             | Chile                         | Isidora Jiménez                                          |
| 23.20                  | 1             | Kuba                          | Arialis Gandulla                                         |
| 23.20                  | 1             | Ekwador                       | Ángela Tenorio                                           |
| 23.20                  | 1             | Grecja                        | Maria Belimbasaki                                        |
| 23.20                  | 1             | Gujana                        | Brenessa Thompson                                        |
| 23.20                  | 1             | Hiszpania                     | Estela García                                            |
| 23.20                  | 1             | Indie                         | Srabani Nanda                                            |
| 23.20                  | 1             | Japonia                       | Chisato Fukushima                                        |
| 23.20                  | 1             | Kazachstan                    | Wiktorija Żjabkina                                       |
| 23.20                  | 1             | Nigeria                       | Blessing Okagbare                                        |
| 23.20                  | 1             | Polska                        | Anna Kiełbasińska                                        |
| 23.20                  | 1             | Portugalia                    | Lorène Bazolo                                            |
| 23.20                  | 1             | Portoryko                     | Celiangeli Morales                                       |
| 23.20                  | 1             | Saint Kitts i Nevis           | Tameka Williams                                          |
| 23.20                  | 1             | Szwajcaria                    | Mujinga Kambundji                                        |
| 23.20                  | 1             | Wenezuela                     | Nercely Soto                                             |
| 23.20                  | 1             | Zambia                        | Kabange Mupopo                                           |
| Zaproszenia            | 1             | Republika Zielonego Przylądka | Lidiane Lopes                                            |
| Zaproszenia            | 1             | Gambia                        | Gina Bass                                                |
| Zaproszenia            | 1             | Malediwy                      | Afa Ismail                                               |
| Zaproszenia            | 1             | Sudan Południowy              | Margret Rumat Rumar Hassan                               |
| Suma                   | 66            |                               |                                                          |

| 400 m kobiet           | 400 m kobiet  | 400 m kobiet              | 400 m kobiet                                           |
| Minimum kwalifikacyjne | Liczba miejsc | Państwo                   | Imię i nazwisko                                        |
| ---------------------- | ------------- | ------------------------- | ------------------------------------------------------ |
| 52.20                  | 3             | Wielka Brytania           | Seren Bundy-Davies Emily Diamond Christine Ohuruogu    |
| 52.20                  | 3             | Jamajka                   | Stephenie Ann McPherson Christine Day Shericka Jackson |
| 52.20                  | 3             | Kanada                    | Alicia Brown Kendra Clarke Carline Muir                |
| 52.20                  | 3             | Nigeria                   |                                                        |
| 52.20                  | 3             | Polska                    | Małgorzata Hołub Justyna Święty Patrycja Wyciszkiewicz |
| 52.20                  | 3             | Południowa Afryka         | Justine Palframan Tsholofelo Thipe                     |
| 52.20                  | 3             | Stany Zjednoczone         | Allyson Felix Phyllis Francis Natasha Hastings         |
| 52.20                  | 2             | Australia                 | Morgan Mitchell Anneliese Rubie                        |
| 52.20                  | 2             | Brazylia                  | Geisa Coutinho Jailma de Lima                          |
| 52.20                  | 2             | Botswana                  | Christine Botlogetswe Lydia Jele                       |
| 52.20                  | 2             | Francja                   |                                                        |
| 52.20                  | 2             | Włochy                    | Libania Grenot Maria Benedicta Chigbolu                |
| 52.20                  | 2             | Kenia                     | Margaret Wambui Maureen Jelagat Maiyo                  |
| 52.20                  | 2             | Ukraina                   | Olha Zemlak Natalija Pyhyda                            |
| 52.20                  | 1             | Bahamy                    | Shaunae Miller                                         |
| 52.20                  | 1             | Bahrajn                   | Kemi Adekoya                                           |
| 52.20                  | 1             | Barbados                  | Sada Williams                                          |
| 52.20                  | 1             | Chiny                     | Yang Huizhen                                           |
| 52.20                  | 1             | Gujana                    | Aliyah Abrams                                          |
| 52.20                  | 1             | Indie                     | Nirmala Sheoran                                        |
| 52.20                  | 1             | Kuba                      | Lisneidy Veitia                                        |
| 52.20                  | 1             | Hiszpania                 | Aauri Lorena Bokesa                                    |
| 52.20                  | 1             | Łotwa                     | Gunta Latiševa-Čudare                                  |
| 52.20                  | 1             | Namibia                   | Tjipekapora Herunga                                    |
| 52.20                  | 1             | Niemcy                    | Ruth Sophia Spelmeyer                                  |
| 52.20                  | 1             | Portugalia                | Cátia Azevedo                                          |
| 52.20                  | 1             | Rumunia                   | Bianca Răzor                                           |
| 52.20                  | 1             | Serbia                    | Tamara Salaški                                         |
| 52.20                  | 1             | Słowacja                  | Iveta Putálová                                         |
| 52.20                  | 1             | Saint Vincent i Grenadyny | Kineke Alexander                                       |
| 52.20                  | 1             | Wietnam                   | Nguyễn Thị Huyền                                       |
| 52.20                  | 1             | Zambia                    | Kabange Mupopo                                         |
| Zaproszenia            | 1             | Grenada                   | Kanika Beckles                                         |
| Zaproszenia            | 1             | Kosowo                    | Vijona Kryeziu                                         |
| Zaproszenia            | 1             | Mali                      | Djénébou Danté                                         |
| Zaproszenia            | 1             | Niger                     | Mariama Mahamatou Itatou                               |
| Zaproszenia            | 1             | Pakistan                  | Najma Parveen                                          |
| Zaproszenia            | 1             | Somalia                   | Maryan Nuh Muse                                        |
| Suma                   | 57            |                           |                                                        |

| 800 m kobiet           | 800 m kobiet  | 800 m kobiet                    | 800 m kobiet                                   |
| Minimum kwalifikacyjne | Liczba miejsc | Państwo                         | Imię i nazwisko                                |
| ---------------------- | ------------- | ------------------------------- | ---------------------------------------------- |
| 2:01.50                | 3             | Jamajka                         | Simoya Campbell Natoya Goule Kenia Sinclair    |
| 2:01.50                | 3             | Etiopia                         | Habitam Alemu Tigst Assefa Gudaf Tsegay        |
| 2:01.50                | 3             | Kenia                           | Winny Chebet Eunice Sum Margaret Wambui        |
| 2:01.50                | 3             | Kuba                            | Rose Mary Almanza Sahily Diago Lisneidy Veitia |
| 2:01.50                | 3             | Polska                          | Angelika Cichocka Joanna Jóźwik Sofia Ennaoui  |
| 2:01.50                | 3             | Ukraina                         | Olha Lachowa Natalija Łupu Natalija Pryszczepa |
| 2:01.50                | 3             | Stany Zjednoczone               | Kate Grace Chrishuna Williams Ajeé Wilson      |
| 2:01.50                | 2             | Francja                         | Justine Fedronic Rénelle Lamote                |
| 2:01.50                | 2             | Maroko                          | Malika Akkawi Rababe Arafi                     |
| 2:01.50                | 2             | Niemcy                          | Christina Hering Fabienne Kohlmann             |
| 2:01.50                | 2             | Rumunia                         | Florina Pierdevara Claudia Bobocea             |
| 2:01.50                | 2             | Wielka Brytania                 | Shelayna Oskan-Clarke Lynsey Sharp             |
| 2:01.50                | 1             | Australia                       | Selma Kajan                                    |
| 2:01.50                | 1             | Belgia                          | Renée Eykens                                   |
| 2:01.50                | 1             | Benin                           | Noélie Yarigo                                  |
| 2:01.50                | 1             | Białoruś                        | Marina Arzamasowa                              |
| 2:01.50                | 1             | Brazylia                        | Flávia de Lima                                 |
| 2:01.50                | 1             | Burundi                         | Francine Niyonsaba                             |
| 2:01.50                | 1             | Chiny                           | Wang Chunyu                                    |
| 2:01.50                | 1             | Hiszpania                       | Esther Guerrero                                |
| 2:01.50                | 1             | Holandia                        | Sifan Hassan                                   |
| 2:01.50                | 1             | Indie                           | Tintu Luka                                     |
| 2:01.50                | 1             | Irlandia                        | Ciara Everard                                  |
| 2:01.50                | 1             | Islandia                        | Aníta Hinriksdóttir                            |
| 2:01.50                | 1             | Kanada                          | Melissa Bishop                                 |
| 2:01.50                | 1             | Litwa                           | Eglė Balčiūnaitė                               |
| 2:01.50                | 1             | Luksemburg                      | Charline Mathias                               |
| 2:01.50                | 1             | Nowa Zelandia                   | Angie Petty                                    |
| 2:01.50                | 1             | Południowa Afryka               | Caster Semenya                                 |
| 2:01.50                | 1             | Serbia                          | Amela Terzić                                   |
| 2:01.50                | 1             | Słowacja                        | Lucia Hrivnák Klocová                          |
| 2:01.50                | 1             | Szwajcaria                      | Selina Büchel                                  |
| 2:01.50                | 1             | Szwecja                         | Lovisa Lindh                                   |
| 2:01.50                | 1             | Uganda                          | Docus Ajok                                     |
| 2:01.50                | 1             | Urugwaj                         | Déborah Rodríguez                              |
| 2:01.50                | 1             | Włochy                          | Yusneysi Santiusti                             |
| Zaproszenia            | 2             | Niezależni Sportowcy Olimpijscy | Rose Lokonyen Julija Rusanowa                  |
| Zaproszenia            | 1             | Mauretania                      | Houleye Ba                                     |
| Zaproszenia            | 1             | Mjanma                          | Swe Li Myint                                   |
| Zaproszenia            | 1             | Republika Środkowoafrykańska    | Elisabeth Mandaba                              |
| Suma                   | 57            |                                 |                                                |

| 1500 m kobiet          | 1500 m kobiet | 1500 m kobiet                     | 1500 m kobiet                                           |
| Minimum kwalifikacyjne | Liczba miejsc | Państwo                           | Imię i nazwisko                                         |
| ---------------------- | ------------- | --------------------------------- | ------------------------------------------------------- |
| 4:07.00                | 3             | Kanada                            | Nicole Sifuentes Gabriela Stafford Hilary Stellingwerff |
| 4:07.00                | 3             | Australia                         | Jenny Blundell Zoe Buckman Linden Hall                  |
| 4:07.00                | 3             | Etiopia                           |                                                         |
| 4:07.00                | 3             | Kenia                             | Nancy Chepkwemoi Faith Kipyegon Viola Cheptoo Lagat     |
| 4:07.00                | 3             | Maroko                            | Malika Akkawi Rababe Arafi Siham Hilali                 |
| 4:07.00                | 3             | Niemcy                            | Konstanze Klosterhalfen Maren Kock Diana Sujew          |
| 4:07.00                | 3             | Polska                            | Angelika Cichocka Sofia Ennaoui Danuta Urbanik          |
| 4:07.00                | 3             | Stany Zjednoczone                 | Brenda Martinez Shannon Rowbury Jennifer Simpson        |
| 4:07.00                | 2             | Bahrajn                           | Mimi Belete Tigist Gashaw                               |
| 4:07.00                | 2             | Holandia                          | Sifan Hassan Maureen Koster                             |
| 4:07.00                | 2             | Wielka Brytania                   | Laura Muir Laura Weightman                              |
| 4:07.00                | 2             | Szwecja                           | Abeba Aregawi Meraf Bahta                               |
| 4:07.00                | 1             | Albania                           | Luiza Gega                                              |
| 4:07.00                | 1             | Irlandia                          | Ciara Mageean                                           |
| 4:07.00                | 1             | Włochy                            | Margherita Magnani                                      |
| 4:07.00                | 1             | Jamajka                           | Aisha Praught                                           |
| 4:07.00                | 1             | Kolumbia                          | Muriel Coneo                                            |
| 4:07.00                | 1             | Nowa Zelandia                     | Nikki Hamblin                                           |
| 4:07.00                | 1             | Portugalia                        | Marta Pen                                               |
| 4:07.00                | 1             | Serbia                            | Amela Terzić                                            |
| 4:07.00                | 1             | Ukraina                           | Natalija Pryszczepa                                     |
| 4:07.00                | 1             | Zjednoczone Emiraty Arabskie      | Betlhem Desalegn                                        |
| Zaproszenia            | 1             | Niezależni Sportowcy Olimpijscy   | Anjelina Nadai Lohalith                                 |
| Zaproszenia            | 1             | Nepal                             | Saraswoti Bhattarai                                     |
| Zaproszenia            | 1             | Wyspy Świętego Tomasza i Książęca | Celma Bonfim da Graça                                   |
| Suma                   | 45            |                                   |                                                         |

| 5000 m kobiet          | 5000 m kobiet | 5000 m kobiet     | 5000 m kobiet                                   |  |
| Minimum kwalifikacyjne | Liczba miejsc | Państwo           | Imię i nazwisko                                 |  |
| ---------------------- | ------------- | ----------------- | ----------------------------------------------- |  |
| 15:24.00               | 3             | Etiopia           | Almaz Ayana Senbere Teferi Ababel Yeshaneh      |  |
| 15:24.00               | 3             | Australia         | Madeline Hills Genevieve LaCaze Eloise Wellings |  |
| 15:24.00               | 3             | Japonia           | Misaki Onishi Ayuko Suzuki Miyuki Uehara        |  |
| 15:24.00               | 3             | Kenia             | Mercy Cherono Vivian Cheruiyot Hellen Obiri     |  |
| 15:24.00               | 3             | Stany Zjednoczone | Kim Conley Abbey D’Agostino Shelby Houlihan     |  |
| 15:24.00               | 3             | Wielka Brytania   | Laura Kenney Eilish McColgan Stephanie Twell    |  |
| 15:24.00               | 2             | Holandia          | Maureen Koster Susan Kuijken                    |  |
| 15:24.00               | 2             | Kanada            | Jessica O’Connell Andrea Seccafien              |  |
| 15:24.00               | 2             | Szwecja           | Meraf Bahta Sarah Lahti                         |  |
| 15:24.00               | 2             | Turcja            | Yasemin Can Meryem Akda                         |  |
| 15:24.00               | 2             | Uganda            | Juliet Chekwel Stella Chesang                   |  |
| 15:24.00               | 1             | Austria           | Jennifer Wenth                                  |  |
| 15:24.00               | 1             | Bahrajn           | Mimi Belete                                     |  |
| 15:24.00               | 1             | Belgia            | Louise Carton                                   |  |
| 15:24.00               | 1             | Nowa Zelandia     | Nikki Hamblin                                   |  |
| 15:24.00               | 1             | Norwegia          | Karoline Bjerkeli Grøvdal                       |  |
| 15:24.00               | 1             | Arabia Saudyjska  | Tariq Ahmed Al-Amri                             |  |
| 15:24.00               | 1             | Włochy            | Veronica Inglese                                |  |
| Zaproszenia            | 1             | Wyspy Salomona    | Sharon Firisua                                  |  |
| Zaproszenia            | Suma          | 36                |                                                 |  |

| 10000 m kobiet         | 10000 m kobiet | 10000 m kobiet               | 10000 m kobiet                                  |
| Minimum kwalifikacyjne | Liczba miejsc  | Państwo                      | Imię i nazwisko                                 |
| ---------------------- | -------------- | ---------------------------- | ----------------------------------------------- |
| 32:15.00               | 3              | Etiopia                      | Almaz Ayana Gelete Burka Tirunesh Dibaba        |
| 32:15.00               | 3              | Japonia                      | Hanami Sekine Ayuko Suzuki Yuka Takashima       |
| 32:15.00               | 3              | Portugalia                   | Ana Dulce Félix Sara Moreira Carla Salomé Rocha |
| 32:15.00               | 3              | Stany Zjednoczone            | Marielle Hall Molly Huddle Emily Infeld         |
| 32:15.00               | 3              | Wielka Brytania              | Jess Andrews Beth Potter Joanne Pavey           |
| 32:15.00               | 2              | Kanada                       | Lanni Marchant Natasha Wodak                    |
| 32:15.00               | 2              | Kenia                        | Vivian Cheruiyot Betsy Saina                    |
| 32:15.00               | 2              | Holandia                     | Susan Kuijken Jip Vastenburg                    |
| 32:15.00               | 1              | Australia                    | Eloise Wellings                                 |
| 32:15.00               | 1              | Brazylia                     | Tatiele Roberta de Carvalho                     |
| 32:15.00               | 1              | Burundi                      | Diane Nukuri                                    |
| 32:15.00               | 1              | Finlandia                    | Johanna Peiponen                                |
| 32:15.00               | 1              | Kirgistan                    | Darja Masłowa                                   |
| 32:15.00               | 1              | Meksyk                       | Brenda Flores                                   |
| 32:15.00               | 1              | Peru                         | Inés Melchor                                    |
| 32:15.00               | 1              | Południowa Afryka            | Dominique Scott                                 |
| 32:15.00               | 1              | Hiszpania                    | Trihas Gebre                                    |
| 32:15.00               | 1              | Szwecja                      | Sarah Lahti                                     |
| 32:15.00               | 1              | Turcja                       | Yasemin Can                                     |
| 32:15.00               | 1              | Zjednoczone Emiraty Arabskie | Alia Saeed Mohammed                             |
| 32:15.00               | 1              | Uganda                       | Juliet Chekwel                                  |
| 32:15.00               | 1              | Ukraina                      | Olga Skrypak                                    |
| 32:15.00               | 1              | Uzbekistan                   | Sitora Xamidova                                 |
| 32:15.00               | 1              | Włochy                       | Veronica Inglese                                |
| Zaproszenia            |                |                              |                                                 |
| Suma                   | 37             |                              |                                                 |

| 100 m przez płotki kobiet | 100 m przez płotki kobiet | 100 m przez płotki kobiet | 100 m przez płotki kobiet                         |
| Minimum kwalifikacyjne    | Liczba miejsc             | Państwo                   | Imię i nazwisko                                   |
| ------------------------- | ------------------------- | ------------------------- | ------------------------------------------------- |
| 13.00                     | 3                         | Kanada                    | Nikkita Holder Phylicia George Angela Whyte       |
| 13.00                     | 3                         | Jamajka                   |                                                   |
| 13.00                     | 3                         | Niemcy                    | Pamela Dutkiewicz Nadine Hildebrand Cindy Roleder |
| 13.00                     | 3                         | Stany Zjednoczone         | Nia Ali Kristi Castlin Brianna Rollins            |
| 13.00                     | 2                         | Barbados                  | Kierre Beckles Akela Jones                        |
| 13.00                     | 2                         | Brazylia                  | Maíla Machado Fabiana Moraes                      |
| 13.00                     | 2                         | Francja                   | Cindy Billaud Sandra Gomis                        |
| 13.00                     | 2                         | Kolumbia                  | Lina Flórez Brigitte Merlano                      |
| 13.00                     | 2                         | Ukraina                   |                                                   |
| 13.00                     | 2                         | Wielka Brytania           | Cindy Ofili Tiffany Porter                        |
| 13.00                     | 1                         | Australia                 | Michelle Jenneke                                  |
| 13.00                     | 1                         | Austria                   | Beate Schrott                                     |
| 13.00                     | 1                         | Białoruś                  |                                                   |
| 13.00                     | 1                         | Belgia                    | Anne Zagré                                        |
| 13.00                     | 1                         | Chiny                     | Wu Shuijiao                                       |
| 13.00                     | 1                         | Chorwacja                 | Andrea Ivančević                                  |
| 13.00                     | 1                         | Hiszpania                 | Caridad Jerez                                     |
| 13.00                     | 1                         | Nigeria                   | Tobi Amusan                                       |
| 13.00                     | 1                         | Norwegia                  | Isabelle Pedersen                                 |
| 13.00                     | 1                         | Panama                    | Yvette Lewis                                      |
| 13.00                     | 1                         | Polska                    | Karolina Kołeczek                                 |
| 13.00                     | 1                         | Portoryko                 | Jasmine Camacho-Quinn                             |
| 13.00                     | 1                         | Szwajcaria                | Clélia Reuse                                      |
| Zaproszenia               | 1                         | Belize                    | Katy Sealy                                        |
| Zaproszenia               | 1                         | Burkina Faso              | Marthe Koala                                      |
| Zaproszenia               | 1                         | Gwinea Równikowa          | Reïna-Flor Okori                                  |
| Suma                      | 40                        |                           |                                                   |

| 400 m przez płotki kobiet | 400 m przez płotki kobiet | 400 m przez płotki kobiet | 400 m przez płotki kobiet                             |
| Minimum kwalifikacyjne    | Liczba miejsc             | Państwo                   | Imię i nazwisko                                       |
| ------------------------- | ------------------------- | ------------------------- | ----------------------------------------------------- |
| 56.20                     | 3                         | Wielka Brytania           |                                                       |
| 56.20                     | 3                         | Jamajka                   |                                                       |
| 56.20                     | 3                         | Kanada                    | Chanice Chase Noelle Montcalm Sage Watson             |
| 56.20                     | 3                         | Stany Zjednoczone         | Sydney McLaughlin Dalilah Muhammad Ashley Spencer     |
| 56.20                     | 3                         | Włochy                    | Marzia Caravelli Ayomide Folorunso Yadisleidy Pedroso |
| 56.20                     | 2                         | Armenia                   |                                                       |
| 56.20                     | 2                         | Czechy                    | Zuzana Hejnová Denisa Rosolová                        |
| 56.20                     | 2                         | Dania                     | Sara Petersen Stina Troest                            |
| 56.20                     | 2                         | Polska                    | Emilia Ankiewicz Joanna Linkiewicz                    |
| 56.20                     | 2                         | Trynidad i Tobago         | Janeil Bellille Sparkle McKnight                      |
| 56.20                     | 2                         | Ukraina                   | Anna Titimeć Wiktorija Tkaczuk                        |
| 56.20                     | 2                         | Szwajcaria                | Léa Sprunger Petra Fontanive                          |
| 56.20                     | 1                         | Australia                 | Lauren Wells                                          |
| 56.20                     | 1                         | Bahrajn                   | Kemi Adekoya                                          |
| 56.20                     | 1                         | Barbados                  | Tia-Adana Belle                                       |
| 56.20                     | 1                         | Belgia                    | Axelle Dauwens                                        |
| 56.20                     | 1                         | Francja                   | Phara Anacharsis                                      |
| 56.20                     | 1                         | Kuba                      | Zurian Hechavarría                                    |
| 56.20                     | 1                         | Litwa                     | Eglė Staišiūnaitė                                     |
| 56.20                     | 1                         | Maroko                    | Hayat Lambarki                                        |
| 56.20                     | 1                         | Niemcy                    | Jackie Baumann                                        |
| 56.20                     | 1                         | Nigeria                   | Amaka Ogoegbunam                                      |
| 56.20                     | 1                         | Norwegia                  | Amalie Iuel                                           |
| 56.20                     | 1                         | Portugalia                | Vera Barbosa                                          |
| 56.20                     | 1                         | Portoryko                 | Grace Claxton                                         |
| 56.20                     | 1                         | Południowa Afryka         | Wenda Theron-Nel                                      |
| 56.20                     | 1                         | Szwecja                   | Elise Malmberg                                        |
| 56.20                     | 1                         | Wietnam                   | Nguyễn Thị Huyền                                      |
| Zaproszenia               | 1                         | Kostaryka                 | Sharolyn Scott                                        |
| Suma                      | 46                        |                           |                                                       |

| 3000 m z przeszkodami kobiet | 3000 m z przeszkodami kobiet | 3000 m z przeszkodami kobiet | 3000 m z przeszkodami kobiet                          |
| Minimum kwalifikacyjne       | Liczba miejsc                | Państwo                      | Imię i nazwisko                                       |
| ---------------------------- | ---------------------------- | ---------------------------- | ----------------------------------------------------- |
| 9.45.00                      | 3                            | Etiopia                      | Sofia Assefa Hiwot Ayalew Etenesh Diro                |
| 9.45.00                      | 3                            | Australia                    | Madeline Hills Genevieve LaCaze Victoria Mitchell     |
| 9.45.00                      | 3                            | Irlandia                     | Michelle Finn Kerry O’Flaherty Sara Louise Treacy     |
| 9.45.00                      | 3                            | Kanada                       | Maria Bernard Geneviève Lalonde Erin Teschuk          |
| 9.45.00                      | 3                            | Kenia                        | Beatrice Chepkoech Hyvin Jepkemoi Lydia Chebet Rotich |
| 9.45.00                      | 3                            | Niemcy                       | Sanaa Koubaa Gesa Felicitas Krause Maya Rehberg       |
| 9.45.00                      | 3                            | Stany Zjednoczone            | Emma Coburn Courtney Frerichs Colleen Quigley         |
| 9.45.00                      | 3                            | Turcja                       | Meryem Akda Tuğba Güvenç Özlem Kaya                   |
| 9.45.00                      | 2                            | Chiny                        | Li Zhenzhu Zhang Xinyan                               |
| 9.45.00                      | 2                            | Indie                        | Lalita Babar Sudha Singh                              |
| 9.45.00                      | 2                            | Maroko                       | Salima Elouali Alami Fadwa Sidi Madane                |
| 9.45.00                      | 2                            | Szwecja                      | Klara Bodinson Charlotta Fougberg                     |
| 9.45.00                      | 1                            | Algieria                     | Amina Betiche                                         |
| 9.45.00                      | 1                            | Argentyna                    | Belén Casetta                                         |
| 9.45.00                      | 1                            | Bahrajn                      | Ruth Jebet                                            |
| 9.45.00                      | 1                            | Białoruś                     |                                                       |
| 9.45.00                      | 1                            | Brazylia                     | Juliana Paula dos Santos                              |
| 9.45.00                      | 1                            | Bułgaria                     | Silwija Danekowa                                      |
| 9.45.00                      | 1                            | Czechy                       |                                                       |
| 9.45.00                      | 1                            | Finlandia                    | Sandra Eriksson                                       |
| 9.45.00                      | 1                            | Hiszpania                    | Diana Martín                                          |
| 9.45.00                      | 1                            | Wielka Brytania              | Lennie Waite                                          |
| 9.45.00                      | 1                            | Jamajka                      | Aisha Praught                                         |
| 9.45.00                      | 1                            | Kolumbia                     | Muriel Coneo                                          |
| 9.45.00                      | 1                            | Polska                       | Matylda Kowal                                         |
| 9.45.00                      | 1                            | Rumunia                      | Ancuța Bobocel                                        |
| 9.45.00                      | 1                            | Słowenia                     | Maruša Mišmaš                                         |
| 9.45.00                      | 1                            | Szwajcaria                   | Fabienne Schlumpf                                     |
| 9.45.00                      | 1                            | Tunezja                      | Habiba Ghribi                                         |
| 9.45.00                      | 1                            | Uganda                       | Peruth Chemutai                                       |
| 9.45.00                      | 1                            | Ukraina                      | Marija Szatałowa                                      |
| Zaproszenia                  | 1                            | Madagaskar                   | Eliane Saholinirina                                   |
| Suma                         | 54                           |                              |                                                       |

#### Maraton i chody
| Maraton mężczyzn       | Maraton mężczyzn | Maraton mężczyzn                | Maraton mężczyzn                                               |
| Minimum kwalifikacyjne | Liczba miejsc    | Państwo                         | Imię i nazwisko                                                |
| ---------------------- | ---------------- | ------------------------------- | -------------------------------------------------------------- |
| 2:19:00                | 3                | Algieria                        | Hakim Saadi Haim Saadi El Hadi Lameche                         |
| 2:19:00                | 3                | Argentyna                       | Federico Bruno Mariano Mastromarino Luis Ariel Molina          |
| 2:19:00                | 3                | Australia                       | Liam Adams Michael Shelley Scott Westcott                      |
| 2:19:00                | 3                | Belgia                          | Florent Caelen Koen Naert Willem Van Schuerbeeck               |
| 2:19:00                | 3                | Brazylia                        | Solonei da Silva Marílson dos Santos Paulo Roberto Paula       |
| 2:19:00                | 3                | Chile                           | Víctor Aravena Daniel Estrada Enzo Yáñez                       |
| 2:19:00                | 3                | Chiny                           | Duo Bujie Dong Guojian Renxue Zhu                              |
| 2:19:00                | 3                | Dania                           |                                                                |
| 2:19:00                | 3                | Ekwador                         | Miguel Angel Almachi Segundo Jami Bayron Piedra                |
| 2:19:00                | 3                | Erytrea                         | Tewelde Estifanos Ghirmay Ghebreslassie Amanuel Mesel          |
| 2:19:00                | 3                | Etiopia                         | Tesfaye Abera Lemi Berhanu Hayle Feyisa Lilesa                 |
| 2:19:00                | 3                | Francja                         |                                                                |
| 2:19:00                | 3                | Niemcy                          | Julian Flügel Arne Gabius Philipp Pflieger                     |
| 2:19:00                | 3                | Wielka Brytania                 | Callum Hawkins Derek Hawkins Tsegai Tewelde                    |
| 2:19:00                | 3                | Irlandia                        | Mick Clohisey Paul Pollock Kevin Seaward                       |
| 2:19:00                | 3                | Japonia                         | Suehiro Ishikawa Hisanori Kitajima Satoru Sasaki               |
| 2:19:00                | 3                | Kenia                           | Stanley Kipleting Biwott Eliud Kipchoge Wesley Korir           |
| 2:19:00                | 3                | Kolumbia                        | Diego Colorado Gerald Giraldo Andrés Ruiz                      |
| 2:19:00                | 3                | Korea Południowa                |                                                                |
| 2:19:00                | 3                | Włochy                          | Stefano La Rosa Daniele Meucci Ruggero Pertile                 |
| 2:19:00                | 3                | Hiszpania                       | Carles Castillejo Jesús España Javi Guerra                     |
| 2:19:00                | 3                | Mongolia                        | Bjambajaw Czewenrawdan Gantulga Dambadarjaa Bat-Ochiryn Ser-Od |
| 2:19:00                | 3                | Korea Północna                  |                                                                |
| 2:19:00                | 3                | Peru                            | Raúl Machacuay Cristhian Pacheco Raul Pacheco                  |
| 2:19:00                | 3                | Polska                          | Artur Kozłowski Yared Shegumo Henryk Szost                     |
| 2:19:00                | 3                | Tanzania                        | Fabiano Joseph Saidi Juma Makula Alphonce Felix Simbu          |
| 2:19:00                | 3                | Uganda                          | Jackson Kiprop Stephen Kiprotich Solomon Mutai                 |
| 2:19:00                | 3                | Indie                           | Thonnakkal Gopi Kheta Ram Nitendra Singh Rawat                 |
| 2:19:00                | 3                | Południowa Afryka               | Lusapho April Lungile Gongqa Sibusiso Nzima                    |
| 2:19:00                | 3                | Stany Zjednoczone               | Mebrahtom Keflezighi Galen Rupp Jared Ward                     |
| 2:19:00                | 3                | Turcja                          | Bekir Karayel Ercan Muslu Kaan Kigen Özbilen                   |
| 2:19:00                | 3                | Ukraina                         | Ihor Olefirenko Ihor Russ Ołeksandr Sitkowski                  |
| 2:19:00                | 3                | Urugwaj                         | Martín Esteban Cuestas Nicolás Cuestas Ernesto Andrés Zamora   |
| 2:19:00                | 3                | Zimbabwe                        | Wirimai Juwawo Pardon Ndhlovu Cuthbert Nyasango                |
| 2:19:00                | 2                | Białoruś                        | Wladzisłau Pramau Sciapan Rahaucou                             |
| 2:19:00                | 2                | Burundi                         | Pierre-Célestin Nihorimbere Abraham Niyonkuru                  |
| 2:19:00                | 2                | Estonia                         | Roman Fosti Tiidrek Nurme                                      |
| 2:19:00                | 2                | Grecja                          | Michael Kalomiris Hristóforos Meroúsis                         |
| 2:19:00                | 2                | Maroko                          | Abdelmajid El Hissouf Rachid Kisri                             |
| 2:19:00                | 2                | Węgry                           | Gáspár Csere Gábor Jozsa                                       |
| 2:19:00                | 2                | Norwegia                        | Sondre Nordstad Moen Asbjorn Ellefsen Persen                   |
| 2:19:00                | 2                | Portugalia                      | Ricardo Ribas Rui Pedro Silva                                  |
| 2:19:00                | 2                | Rumunia                         | Marius Ionescu Nicolae-Alexandru Soare                         |
| 2:19:00                | 2                | Szwajcaria                      | Tadesse Abraham Christian Kreienbühl                           |
| 2:19:00                | 2                | Szwecja                         | Mikael Ekvall David Nilsson                                    |
| 2:19:00                | 1                | Brunei                          | Alemu Bekele                                                   |
| 2:19:00                | 1                | Chińskie Tajpej                 | Ho Chin-ping                                                   |
| 2:19:00                | 1                | Dżibuti                         | Mumin Gala                                                     |
| 2:19:00                | 1                | Kuba                            | Richer Pérez                                                   |
| 2:19:00                | 1                | Gruzja                          | Dawiti Karaziszwili                                            |
| 2:19:00                | 1                | Gwatemala                       | José Amado García                                              |
| 2:19:00                | 1                | Iran                            | Mohammad Jafar Moradi                                          |
| 2:19:00                | 1                | Izrael                          |                                                                |
| 2:19:00                | 1                | Jordania                        | Methkal Abu Drais                                              |
| 2:19:00                | 1                | Kambodża                        | Neko Hiroshi                                                   |
| 2:19:00                | 1                | Kazachstan                      | Michaił Krasiłow                                               |
| 2:19:00                | 1                | Łotwa                           | Valērijs Žolnerovičs                                           |
| 2:19:00                | 1                | Lesotho                         |                                                                |
| 2:19:00                | 1                | Mauritius                       | David Carver                                                   |
| 2:19:00                | 1                | Meksyk                          |                                                                |
| 2:19:00                | 1                | Mołdawia                        | Roman Prodius                                                  |
| 2:19:00                | 1                | Namibia                         | Mynhardt Mbeumuna Kawanivi                                     |
| 2:19:00                | 1                | Katar                           |                                                                |
| 2:19:00                | 1                | Panama                          | Jorge Castelblanco                                             |
| 2:19:00                | 1                | Paragwaj                        | Derlis Ramón Ayala                                             |
| 2:19:00                | 1                | Rwanda                          |                                                                |
| 2:19:00                | 1                | Słowenia                        | Anton Kosmač                                                   |
| 2:19:00                | 1                | Sri Lanka                       | Anuradha Cooray                                                |
| 2:19:00                | 1                | Tunezja                         |                                                                |
| 2:19:00                | 1                | Uzbekistan                      | Andriej Petrow                                                 |
| 2:19:00                | 1                | Wenezuela                       | Luis Alberto Orta                                              |
| Zaproszenia            | 1                | Niezależni Sportowcy Olimpijscy | Yonas Kinde                                                    |
| Zaproszenia            | 1                | Demokratyczna Republika Konga   | Makorobondo Salukombo                                          |
| Zaproszenia            | 1                | Kirgistan                       | Ilja Tiapkin                                                   |
| Zaproszenia            | 1                | Sudan Południowy                | Guor Marial                                                    |
| Suma                   | 157              |                                 |                                                                |

| Chód na 20 km mężczyzn | Chód na 20 km mężczyzn | Chód na 20 km mężczyzn | Chód na 20 km mężczyzn                               |
| Minimum kwalifikacyjne | Liczba miejsc          | Państwo                | Imię i nazwisko                                      |
| ---------------------- | ---------------------- | ---------------------- | ---------------------------------------------------- |
| 1:24:00                | 3                      | Australia              |                                                      |
| 1:24:00                | 3                      | Białoruś               |                                                      |
| 1:24:00                | 3                      | Brazylia               | José Alessandro Baggio Caio Bonfim Moacir Zimmermann |
| 1:24:00                | 3                      | Hiszpania              | Francisco Arcilla Miguel Ángel López Álvaro Martín   |
| 1:24:00                | 3                      | Chiny                  | Chen Ding Cai Zelin Wang Zhen                        |
| 1:24:00                | 3                      | Kolumbia               | Éider Arévalo Luis Fernando López Manuel Soto        |
| 1:24:00                | 3                      | Niemcy                 | Nils Brembach Christopher Linke Hagen Pohle          |
| 1:24:00                | 3                      | Indie                  | Krishnan Ganapathi Gurmeet Singh Manish Singh        |
| 1:24:00                | 3                      | Włochy                 |                                                      |
| 1:24:00                | 3                      | Japonia                | Isamu Fujisawa Daisuke Matsunaga Eiki Takahashi      |
| 1:24:00                | 3                      | Meksyk                 | Pedro Daniel Gomez Ever Palma Julio César Salazar    |
| 1:24:00                | 3                      | Kanada                 | Evan Dunfee Iñaki Gomez Benjamin Thorne              |
| 1:24:00                | 3                      | Korea Południowa       | Choe Byeong-kwang Kim Hyun-sub Byun Young-jun        |
| 1:24:00                | 3                      | Polska                 | Artur Brzozowski Jakub Jelonek Łukasz Nowak          |
| 1:24:00                | 3                      | Ukraina                | Rusłan Dmytrenko Ihor Hławan Nazar Kowalenko         |
| 1:24:00                | 2                      | Gwatemala              | Erick Barrondo José María Raymundo                   |
| 1:24:00                | 2                      | Irlandia               |                                                      |
| 1:24:00                | 2                      | Kenia                  | Samuel Gathimba Simon Wachira                        |
| 1:24:00                | 2                      | Litwa                  | Marius Šavelskis Marius Žiūkas                       |
| 1:24:00                | 2                      | Norwegia               |                                                      |
| 1:24:00                | 2                      | Portugalia             | João Vieira Sérgio Vieira                            |
| 1:24:00                | 2                      | Słowacja               |                                                      |
| 1:24:00                | 2                      | Szwecja                |                                                      |
| 1:24:00                | 2                      | Południowa Afryka      | Lebogang Shange Wayne Snyman                         |
| 1:24:00                | 2                      | Turcja                 | Mert Atlı Ersin Tacir                                |
| 1:24:00                | 1                      | Peru                   | Paolo Yurivilca                                      |
| 1:24:00                | 1                      | Argentyna              | Juan Manuel Cano                                     |
| 1:24:00                | 1                      | Boliwia                | Marco Antonio Rodríguez                              |
| 1:24:00                | 1                      | Chile                  | Yerko Araya                                          |
| 1:24:00                | 1                      | Francja                | Kévin Campion                                        |
| 1:24:00                | 1                      | Wielka Brytania        | Tom Bosworth                                         |
| 1:24:00                | 1                      | Grecja                 | Aleksandros Papamichail                              |
| 1:24:00                | 1                      | Węgry                  | Mate Helebrandt                                      |
| 1:24:00                | 1                      | Iran                   | Hamid Reza Zouravand                                 |
| 1:24:00                | 1                      | Kazachstan             | Gieorgij Szejko                                      |
| 1:24:00                | 1                      | Nowa Zelandia          | Quentin Rew                                          |
| 1:24:00                | 1                      | Tunezja                | Hassanine Sebei                                      |
| 1:24:00                | 1                      | Wenezuela              | Richard Vargas                                       |
| 1:24:00                | 1                      | Wietnam                | Nguyễn Thành Ngưng                                   |
| Zaproszenia            |                        |                        |                                                      |
| Suma                   | 80                     |                        |                                                      |

| Chód na 50 km mężczyzn | Chód na 50 km mężczyzn | Chód na 50 km mężczyzn | Chód na 50 km mężczyzn                                |
| Minimum kwalifikacyjne | Liczba miejsc          | Państwo                | Imię i nazwisko                                       |
| ---------------------- | ---------------------- | ---------------------- | ----------------------------------------------------- |
| 4:06:00                | 3                      | Australia              | Chris Erickson Brendon Reading Jared Tallent          |
| 4:06:00                | 3                      | Brazylia               | Caio Bonfim Jonathan Riekmann Mário dos Santos        |
| 4:06:00                | 3                      | Chiny                  | Yu Wei Han Yucheng Wang Zhendong                      |
| 4:06:00                | 3                      | Kolumbia               | José Leonardo Montaña James Rendón Jorge Armando Ruiz |
| 4:06:00                | 3                      | Finlandia              | Jarkko Kinnunen Aleksi Ojala Aku Partanen             |
| 4:06:00                | 3                      | Gwatemala              | Erick Barrondo Mario Alfonso Bran Jaime Quiyuch       |
| 4:06:00                | 3                      | Włochy                 | Teodorico Caporaso Marco De Luca Matteo Giupponi      |
| 4:06:00                | 3                      | Japonia                | Hirooki Arai Kōichirō Morioka Takayuki Tanii          |
| 4:06:00                | 3                      | Meksyk                 | Horacio Nava José Leyver Ojeda Omar Zepeda            |
| 4:06:00                | 3                      | Polska                 | Rafał Augustyn Adrian Błocki Rafał Fedaczyński        |
| 4:06:00                | 3                      | Portugalia             | Miguel Carvalho Pedro Isidro João Vieira              |
| 4:06:00                | 3                      | Serbia                 | Nenad Filipović Predrag Filipović Vladimir Savanović  |
| 4:06:00                | 3                      | Słowacja               | Dušan Majdán Martin Tišťan Matej Tóth                 |
| 4:06:00                | 3                      | Ukraina                | Iwan Banzeruk Sierhij Budza Ihor Hławan               |
| 4:06:00                | 2                      | Białoruś               |                                                       |
| 4:06:00                | 2                      | Ekwador                |                                                       |
| 4:06:00                | 2                      | Hiszpania              |                                                       |
| 4:06:00                | 2                      | Holandia               |                                                       |
| 4:06:00                | 2                      | Niemcy                 | Carl Dohmann Hagen Pohle                              |
| 4:06:00                | 2                      | Indie                  |                                                       |
| 4:06:00                | 2                      | Irlandia               |                                                       |
| 4:06:00                | 2                      | Kanada                 | Mathieu Bilodeau Evan Dunfee                          |
| 4:06:00                | 2                      | Korea Południowa       | Park Chil-sung Kim Hyun-sub                           |
| 4:06:00                | 2                      | Węgry                  |                                                       |
| 4:06:00                | 1                      | Boliwia                | Ronald Quispe                                         |
| 4:06:00                | 1                      | Chile                  | Edward Araya                                          |
| 4:06:00                | 1                      | Czechy                 | Lukáš Gdula                                           |
| 4:06:00                | 1                      | Salwador               | Luís Lopez                                            |
| 4:06:00                | 1                      | Francja                | Yohann Diniz                                          |
| 4:06:00                | 1                      | Wielka Brytania        | Dominic King                                          |
| 4:06:00                | 1                      | Grecja                 | Aleksandros Papamichail                               |
| 4:06:00                | 1                      | Litwa                  |                                                       |
| 4:06:00                | 1                      | Łotwa                  | Arnis Rumbenieks                                      |
| 4:06:00                | 1                      | Nowa Zelandia          | Quentin Rew                                           |
| 4:06:00                | 1                      | Norwegia               | Håvard Haukenes                                       |
| 4:06:00                | 1                      | Rumunia                |                                                       |
| 4:06:00                | 1                      | Południowa Afryka      | Marc Mundell                                          |
| 4:06:00                | 1                      | Szwajcaria             |                                                       |
| 4:06:00                | 1                      | Szwecja                |                                                       |
| 4:06:00                | 1                      | Stany Zjednoczone      | John Nunn                                             |
| 4:06:00                | 1                      | Wenezuela              | Yerenman Salazar                                      |
| Zaproszenia            |                        |                        |                                                       |
| Suma                   | 77                     |                        |                                                       |

| Maraton kobiet         | Maraton kobiet | Maraton kobiet       | Maraton kobiet                                                    |
| Minimum kwalifikacyjne | Liczba miejsc  | Państwo              | Imię i nazwisko                                                   |
| ---------------------- | -------------- | -------------------- | ----------------------------------------------------------------- |
| 2:45:00                | 3              | Australia            | Milly Clark Jessica Trengove Lisa Jane Weightman                  |
| 2:45:00                | 3              | Belgia               | Veerle Dejaeghere Els Rens Manuela Soccol                         |
| 2:45:00                | 3              | Ekwador              | María Elena Calle Rosa Chacha Silvia Paredes                      |
| 2:45:00                | 3              | Litwa                | Rasa Drazdauskaitė Diana Lobačevskė Vaida Žūsinaitė               |
| 2:45:00                | 3              | Peru                 | Jovana De La Cruz Inés Melchor Gladys Tejeda                      |
| 2:45:00                | 3              | Algieria             |                                                                   |
| 2:45:00                | 3              | Argentyna            | Viviana Chávez Rosa Godoy María Peralta                           |
| 2:45:00                | 3              | Brunei               |                                                                   |
| 2:45:00                | 3              | Białoruś             | Maryna Diamancewicz Anastazja Iwanowa Wołha Mazuronak             |
| 2:45:00                | 3              | Brazylia             | Graciete Santana Marily dos Santos Adriana Aparecida da Silva     |
| 2:45:00                | 3              | Chiny                |                                                                   |
| 2:45:00                | 3              | Chińskie Tajpej      | Hsieh Chien-ho Hsu Yu-fang Chen Yu-hsuan                          |
| 2:45:00                | 3              | Kolumbia             | Erika Abril Kellys Arias Angie Orjuela                            |
| 2:45:00                | 3              | Dania                |                                                                   |
| 2:45:00                | 3              | Etiopia              | Mare Dibaba Tirfi Tsegaye Tigist Tufa                             |
| 2:45:00                | 3              | Estonia              | Leila Luik Liina Luik Lily Luik                                   |
| 2:45:00                | 3              | Grecja               | Ourania Rebouli Sofía Ríga Panagiota Vlachaki                     |
| 2:45:00                | 3              | Węgry                | Zsofia Erdelyi Krisztina Papp Tünde Szabo                         |
| 2:45:00                | 3              | Indie                |                                                                   |
| 2:45:00                | 3              | Irlandia             | Fionnuala Britton Breege Connolly Lizzie Lee                      |
| 2:45:00                | 3              | Włochy               | Catherine Bertone Anna Incerti Valeria Straneo                    |
| 2:45:00                | 3              | Japonia              | Kayoko Fukushi Mai Itō Tomomi Tanaka                              |
| 2:45:00                | 3              | Kenia                | Visiline Jepkesho Helah Kiprop Jemima Jelagat Sumgong             |
| 2:45:00                | 3              | Kirgistan            | Julija Andriejewa Marija Korobicka Wiktorija Poliudina            |
| 2:45:00                | 3              | Łotwa                | Ariana Kira Hilborna Ilona Marhele Jeļena Prokopčuka              |
| 2:45:00                | 3              | Maroko               |                                                                   |
| 2:45:00                | 3              | Meksyk               | Vianey De La Rosa Margarita Hernández Madaí Pérez                 |
| 2:45:00                | 3              | Namibia              | Alina Armas Helalia Johannes Beata Naigambo                       |
| 2:45:00                | 3              | Niemcy               | Anna Hahner Lisa Hahner Anja Scherl                               |
| 2:45:00                | 3              | Korea Północna       | Kim Hye-gyong Kim Hye-song Kim Kum-ok                             |
| 2:45:00                | 3              | Polska               | Monika Drybulska-Stefanowicz Katarzyna Kowalska Iwona Lewandowska |
| 2:45:00                | 3              | Portugalia           | Jéssica Augusto Ana Dulce Félix Sara Moreira                      |
| 2:45:00                | 3              | Południowa Afryka    | Christine Kalmer Dina Lebo Phalula Irvette van Zyl                |
| 2:45:00                | 3              | Korea Południowa     |                                                                   |
| 2:45:00                | 3              | Hiszpania            | Alessandra Aguilar Azucena Diaz Estela Navascues                  |
| 2:45:00                | 3              | Turcja               | Esma Aydemir Meryem Erdoğan Sultan Haydar                         |
| 2:45:00                | 3              | Ukraina              | Olha Kotowska Natalija Lehonkowa Switłana Stanko-Kłymenko         |
| 2:45:00                | 3              | Stany Zjednoczone    | Desiree Davila Shalane Flanagan Amy Hastings                      |
| 2:45:00                | 3              | Szwecja              |                                                                   |
| 2:45:00                | 2              | Chile                | Erika Olivera Natalia Romero                                      |
| 2:45:00                | 2              | Chorwacja            | Matea Matošević Marija Vrajić                                     |
| 2:45:00                | 2              | Finlandia            |                                                                   |
| 2:45:00                | 2              | Izrael               | Lonah Chemtai Korlima Maor Tiyouri                                |
| 2:45:00                | 2              | Kanada               | Krista DuChene Lanni Marchant                                     |
| 2:45:00                | 2              | Kazachstan           | Irina Smolnikowa Gulżanat Żanatbek                                |
| 2:45:00                | 2              | Mongolia             | Munkzaja Bajartsogt Otgonbajar Luwsanlundeg                       |
| 2:45:00                | 2              | Namibia              |                                                                   |
| 2:45:00                | 2              | Serbia               | Olivera Jevtić Ana Subotić                                        |
| 2:45:00                | 2              | Szwajcaria           |                                                                   |
| 2:45:00                | 2              | Wielka Brytania      | Alyson Dixon Sonia Samuels                                        |
| 2:45:00                | 2              | Uganda               |                                                                   |
| 2:45:00                | 2              | Uzbekistan           | Sitora Xamidova Marina Xmelevskaya                                |
| 2:45:00                | 1              | Austria              | Andrea Mayr                                                       |
| 2:45:00                | 1              | Boliwia              | Rosemary Quispe                                                   |
| 2:45:00                | 1              | Burundi              |                                                                   |
| 2:45:00                | 1              | Bośnia i Hercegowina | Lucia Kimani                                                      |
| 2:45:00                | 1              | Bułgaria             | Militsa Mircheva                                                  |
| 2:45:00                | 1              | Francja              | Christelle Daunay                                                 |
| 2:45:00                | 1              | Holandia             | Andrea Deelstra                                                   |
| 2:45:00                | 1              | Liban                | Chirine Njeim                                                     |
| 2:45:00                | 1              | Mołdawia             | Lilia Fiskowicz                                                   |
| 2:45:00                | 1              | Czarnogóra           | Slađana Perunović                                                 |
| 2:45:00                | 1              | Czechy               | Eva Vrabcová-Nývltová                                             |
| 2:45:00                | 1              | Filipiny             | Mary Joy Tabal                                                    |
| 2:45:00                | 1              | Kuba                 | Dailín Belmonte                                                   |
| 2:45:00                | 1              | Norwegia             |                                                                   |
| 2:45:00                | 1              | Paragwaj             | Carmen Patricia Martínez                                          |
| 2:45:00                | 1              | Palestyna            | Mayada Al-Sayad                                                   |
| 2:45:00                | 1              | Portoryko            | Beverly Ramos                                                     |
| 2:45:00                | 1              | Rwanda               | Claudette Mukasakindi                                             |
| 2:45:00                | 1              | Singapur             | Neo Jie Shi                                                       |
| 2:45:00                | 1              | Sri Lanka            | Niluka Geethani Rajasekara                                        |
| 2:45:00                | 1              | Słowacja             | Katarína Berešová                                                 |
| 2:45:00                | 1              | Słowenia             | Daneja Grandovec                                                  |
| 2:45:00                | 1              | Szwajcaria           | Maja Neuenschwander                                               |
| 2:45:00                | 1              | Tanzania             | Sara Ramadhani                                                    |
| 2:45:00                | 1              | Wenezuela            | Yolimar Pineda                                                    |
| 2:45:00                | 1              | Zimbabwe             | Rutendo Nyahora                                                   |
| Zaproszenia            | 1              | Arabia Saudyjska     | Sarah Attar                                                       |
| Zaproszenia            | 1              | Malawi               | Tereza Master                                                     |
| Zaproszenia            | 1              | Kambodża             | Nary Ly                                                           |
| Suma                   | 170            |                      |                                                                   |

| Chód na 20 km kobiet   | Chód na 20 km kobiet | Chód na 20 km kobiet | Chód na 20 km kobiet                                                |
| Minimum kwalifikacyjne | Liczba miejsc        | Państwo              | Imię i nazwisko                                                     |
| ---------------------- | -------------------- | -------------------- | ------------------------------------------------------------------- |
| 1:36:00                | 3                    | Białoruś             |                                                                     |
| 1:36:00                | 3                    | Australia            | Rachel Tallent Regan Lamble Tanya Holliday                          |
| 1:36:00                | 3                    | Boliwia              | Claudia Balderrama Ángela Castro Wendy Cornejo                      |
| 1:36:00                | 3                    | Chiny                | Liu Hong Qieyang Shenjie Lü Xiuzhi                                  |
| 1:36:00                | 3                    | Ekwador              | Magaly Bonilla Maritza Guaman Paola Pérez                           |
| 1:36:00                | 3                    | Grecja               | Antigoni Drisbioti Despina Zapunidu Panayióta Tsinopoúlou           |
| 1:36:00                | 3                    | Gwatemala            | Mayra Herrera Mirna Ortiz Maritza Poncio                            |
| 1:36:00                | 3                    | Włochy               | Eleonora Giorgi Antonella Palmisano Elisa Rigaudo                   |
| 1:36:00                | 3                    | Japonia              |                                                                     |
| 1:36:00                | 3                    | Kazachstan           | Diana Ajdosowa Florida Minjanowa Polina Riepina                     |
| 1:36:00                | 3                    | Korea Południowa     | Lee Da-seul Lee Jeong-eun Jeon Yong-eun                             |
| 1:36:00                | 3                    | Kolumbia             | Sandra Arenas Sandra Galvis Yeseida Carrillo                        |
| 1:36:00                | 3                    | Litwa                | Brigita Virbalytė-Dimšienė Živilė Vaiciukevičiūtė Neringa Aidietytė |
| 1:36:00                | 3                    | Meksyk               | María Guadalupe González Alejandra Ortega María Guadalupe Sánchez   |
| 1:36:00                | 3                    | Polska               | Paulina Buziak Agnieszka Dygacz Agnieszka Szwarnóg                  |
| 1:36:00                | 3                    | Portugalia           | Inês Henriques Ana Cabecinha Daniela Cardoso                        |
| 1:36:00                | 3                    | Rumunia              | Claudia Ștef Ana Veronica Rodean Andreea Arsine                     |
| 1:36:00                | 3                    | Hiszpania            | Raquel González Beatriz Pascual Júlia Takács                        |
| 1:36:00                | 3                    | Węgry                | Viktória Madarász Barbara Kovács Rita Récsei                        |
| 1:36:00                | 3                    | Ukraina              | Nadija Borowska Inna Kaszyna Walentyna Myronczuk                    |
| 1:36:00                | 2                    | Brazylia             | Érica de Sena Cisiane Lopes                                         |
| 1:36:00                | 2                    | Etiopia              | Yehualeye Beletew Askale Tiksa                                      |
| 1:36:00                | 2                    | Indie                | Khushbir Kaur Sapana Sapana                                         |
| 1:36:00                | 2                    | Peru                 | Kimberly Garcia Jessica Hancco                                      |
| 1:36:00                | 2                    | Słowacja             | Mária Czaková Mária Gáliková                                        |
| 1:36:00                | 2                    | Stany Zjednoczone    | Maria Michta-Coffey Miranda Melville                                |
| 1:36:00                | 1                    | Czechy               | Anežka Drahotová                                                    |
| 1:36:00                | 1                    | Francja              | Emilie Menuet                                                       |
| 1:36:00                | 1                    | Kenia                | Grace Njue                                                          |
| 1:36:00                | 1                    | Łotwa                | Agnese Pastare                                                      |
| 1:36:00                | 1                    | Nowa Zelandia        | Alana Barber                                                        |
| 1:36:00                | 1                    | Południowa Afryka    | Anél Oosthuizen                                                     |
| 1:36:00                | 1                    | Szwajcaria           | Laura Polli                                                         |
| 1:36:00                | 1                    | Tunezja              | Chahinez Nasri                                                      |
| Zaproszenia            | 1                    | Salwador             | Yesenia Miranda                                                     |
| Suma                   | 81                   |                      |                                                                     |

#### Konkurencje techniczne
| Skok w dal mężczyzn    | Skok w dal mężczyzn | Skok w dal mężczyzn | Skok w dal mężczyzn                         |
| Minimum kwalifikacyjne | Liczba miejsc       | Państwo             | Imię i nazwisko                             |
| ---------------------- | ------------------- | ------------------- | ------------------------------------------- |
| 8.15                   | 3                   | Chiny               | Huang Changzhou Wang Jianan Gao Xinglong    |
| 8.15                   | 3                   | Południowa Afryka   | Stefan Brits Luvo Manyonga Rushwal Samaai   |
| 8.15                   | 3                   | Stany Zjednoczone   | Marquis Dendy Jeff Henderson Jarrion Lawson |
| 8.15                   | 2                   | Australia           | Henry Frayne Fabrice Lapierre               |
| 8.15                   | 2                   | Niemcy              | Alyn Camara Fabian Heinle                   |
| 8.15                   | 1                   | Azerbejdżan         |                                             |
| 8.15                   | 1                   | Bermudy             | Tyrone Smith                                |
| 8.15                   | 1                   | Białoruś            | Kanstancin Baryczeuski                      |
| 8.15                   | 1                   | Brazylia            | Higor Alves                                 |
| 8.15                   | 1                   | Czechy              | Radek Juška                                 |
| 8.15                   | 1                   | Francja             | Kafétien Gomis                              |
| 8.15                   | 1                   | Grecja              | Miltiadis Tendoglu                          |
| 8.15                   | 1                   | Gruzja              | Baczana Chorawa                             |
| 8.15                   | 1                   | Hiszpania           | Jean Marie Okutu                            |
| 8.15                   | 1                   | Indie               | Ankit Sharma                                |
| 8.15                   | 1                   | Iran                | Mohammad Arzande                            |
| 8.15                   | 1                   | Jamajka             | Damar Forbes                                |
| 8.15                   | 1                   | Kanada              |                                             |
| 8.15                   | 1                   | Korea Południowa    | Kim Deok-hyeon                              |
| 8.15                   | 1                   | Kuba                | Maykel Massó                                |
| 8.15                   | 1                   | Szwecja             | Michel Tornéus                              |
| 8.15                   | 1                   | Urugwaj             | Emiliano Lasa                               |
| 8.15                   | 1                   | Wielka Brytania     | Greg Rutherford                             |
| Zaproszenia            | 1                   | Albania             | Izmir Smajlaj                               |
| Suma                   | 30                  |                     |                                             |

| Trójskok mężczyzn      | Trójskok mężczyzn | Trójskok mężczyzn                    | Trójskok mężczyzn                                 |
| Minimum kwalifikacyjne | Liczba miejsc     | Państwo                              | Imię i nazwisko                                   |
| ---------------------- | ----------------- | ------------------------------------ | ------------------------------------------------- |
| 16.85                  | 3                 | Kuba                                 | Lázaro Martínez Pedro Pablo Pichardo Ernesto Revé |
| 16.85                  | 3                 | Chiny                                | Dong Bin Cao Shuo Xu Xiaolong                     |
| 16.85                  | 3                 | Stany Zjednoczone                    | Chris Benard Will Claye Christian Taylor          |
| 16.85                  | 2                 | Bahamy                               | Latario Collie-Minns Leevan Sands                 |
| 16.85                  | 2                 | Bułgaria                             | Georgi Conow Rumen Dimitrow                       |
| 16.85                  | 2                 | Francja                              | Benjamin Compaoré Harold Correa                   |
| 16.85                  | 2                 | Włochy                               |                                                   |
| 16.85                  | 1                 | Armenia                              | Lewon Aghasjan                                    |
| 16.85                  | 1                 | Azerbejdżan                          | Nazim Babayev                                     |
| 16.85                  | 1                 | Gujana                               | Troy Doris                                        |
| 16.85                  | 1                 | Gruzja                               | Lasza Torghwaidze                                 |
| 16.85                  | 1                 | Hiszpania                            | Pablo Torrijos                                    |
| 16.85                  | 1                 | Holandia                             | Fabian Florant                                    |
| 16.85                  | 1                 | Indie                                | Renjith Maheśwary                                 |
| 16.85                  | 1                 | Jamajka                              | Clive Pullen                                      |
| 16.85                  | 1                 | Japonia                              |                                                   |
| 16.85                  | 1                 | Dominika                             | Yordanis Durañona                                 |
| 16.85                  | 1                 | Kazachstan                           | Roman Walijew                                     |
| 16.85                  | 1                 | Kolumbia                             | Jhon Murillo                                      |
| 16.85                  | 1                 | Mauritius                            | Jonathan Drack                                    |
| 16.85                  | 1                 | Meksyk                               | Alberto Álvarez                                   |
| 16.85                  | 1                 | Niemcy                               | Max Heß                                           |
| 16.85                  | 1                 | Nigeria                              |                                                   |
| 16.85                  | 1                 | Polska                               | Karol Hoffmann                                    |
| 16.85                  | 1                 | Portugalia                           | Nelson Évora                                      |
| 16.85                  | 1                 | Rumunia                              | Marian Oprea                                      |
| 16.85                  | 1                 | Południowa Afryka                    | Godfrey Khotso Mokoena                            |
| 16.85                  | 1                 | Korea Południowa                     | Kim Deok-hyeon                                    |
| 16.85                  | 1                 | Ukraina                              | Wiktor Kuzniecow                                  |
| 16.85                  | 1                 | Wyspy Dziewicze Stanów Zjednoczonych | Muhammad Halim                                    |
| Zaproszenia            | 1                 | Burkina Faso                         | Fabrice Zango                                     |
| Zaproszenia            | 1                 | Mali                                 | Mamadou Chérif Dia                                |
| Suma                   | 40                |                                      |                                                   |

| Skok wzwyż mężczyzn    | Skok wzwyż mężczyzn | Skok wzwyż mężczyzn | Skok wzwyż mężczyzn                                 |
| Minimum kwalifikacyjne | Liczba miejsc       | Państwo             | Imię i nazwisko                                     |
| ---------------------- | ------------------- | ------------------- | --------------------------------------------------- |
| 2.29                   | 3                   | Bahamy              | Trevor Barry Donald Thomas Jamal Wilson             |
| 2.29                   | 3                   | Ukraina             | Bohdan Bondarenko Dmytro Jakowienko Andrij Procenko |
| 2.29                   | 3                   | Stany Zjednoczone   | Bradley Adkins Erik Kynard Ricky Robertson          |
| 2.29                   | 3                   | Włochy              |                                                     |
| 2.29                   | 2                   | Australia           | Joel Baden Brandon Starc                            |
| 2.29                   | 2                   | Białoruś            | Andrej Czuryła Dzmitryj Nabokau                     |
| 2.29                   | 2                   | Chiny               | Zhang Guowei Wang Yu                                |
| 2.29                   | 2                   | Cypr                | Dimitrios Chondrokukis Kiriakos Joanu               |
| 2.29                   | 2                   | Korea Południowa    | Woo Sang-hyeok Yun Seung-hyun                       |
| 2.29                   | 2                   | Niemcy              | Eike Onnen Mateusz Przybylko                        |
| 2.29                   | 2                   | Polska              | Sylwester Bednarek Wojciech Theiner                 |
| 2.29                   | 2                   | Wielka Brytania     | Chris Baker Robert Grabarz                          |
| 2.29                   | 2                   | Grecja              | Konstandinos Baniotis Andonios Mastoras             |
| 2.29                   | 2                   | Kanada              | Derek Drouin Michael Mason                          |
| 2.29                   | 2                   | Portoryko           | Joel Castro David Smith                             |
| 2.29                   | 1                   | Brazylia            | Talles Frederico Silva                              |
| 2.29                   | 1                   | Bułgaria            | Tichomir Iwanow                                     |
| 2.29                   | 1                   | Czechy              | Jaroslav Bába                                       |
| 2.29                   | 1                   | Izrael              | Dmitrij Krojter                                     |
| 2.29                   | 1                   | Japonia             | Takashi Etō                                         |
| 2.29                   | 1                   | Katar               | Mutazz Isa Barszim                                  |
| 2.29                   | 1                   | Malezja             | Nauraj Singh Randhawa                               |
| 2.29                   | 1                   | Meksyk              | Edgar Rivera                                        |
| 2.29                   | 1                   | Peru                | Arturo Chavez                                       |
| 2.29                   | 1                   | Rumunia             | Mihai Donisan                                       |
| 2.29                   | 1                   | Słowacja            | Matúš Bubeník                                       |
| 2.29                   | 1                   | Syria               | Majed El Dein Ghazal                                |
| 2.29                   | 1                   | Chińskie Tajpej     | Hsiang Chun-hsien                                   |
| Zaproszenia            |                     |                     |                                                     |
| Suma                   | 46                  |                     |                                                     |

| Skok o tyczce mężczyzn | Skok o tyczce mężczyzn | Skok o tyczce mężczyzn | Skok o tyczce mężczyzn                            |
| Minimum kwalifikacyjne | Liczba miejsc          | Państwo                | Imię i nazwisko                                   |
| ---------------------- | ---------------------- | ---------------------- | ------------------------------------------------- |
| 5.70                   | 3                      | Chiny                  | Huang Bokai Xue Changrui Yao Jie                  |
| 5.70                   | 3                      | Francja                | Stanley Joseph Renaud Lavillenie Kévin Menaldo    |
| 5.70                   | 3                      | Niemcy                 | Karsten Dilla Raphael Holzdeppe Tobias Scherbarth |
| 5.70                   | 3                      | Polska                 | Piotr Lisek Robert Sobera Paweł Wojciechowski     |
| 5.70                   | 3                      | Stany Zjednoczone      | Logan Cunningham Sam Kendricks Cale Simmons       |
| 5.70                   | 2                      | Brazylia               | Thiago Braz Augusto de Oliveira                   |
| 5.70                   | 2                      | Czechy                 | Michal Balner Jan Kudlička                        |
| 5.70                   | 2                      | Japonia                |                                                   |
| 5.70                   | 2                      | Łotwa                  | Mareks Ārents Pauls Pujāts                        |
| 5.70                   | 1                      | Australia              | Kurtis Marschall                                  |
| 5.70                   | 1                      | Argentyna              | Germán Chiaraviglio                               |
| 5.70                   | 1                      | Kanada                 | Shawnacy Barber                                   |
| 5.70                   | 1                      | Chorwacja              | Ivan Horvat                                       |
| 5.70                   | 1                      | Wielka Brytania        | Luke Cutts                                        |
| 5.70                   | 1                      | Grecja                 | Konstandinos Filipidis                            |
| 5.70                   | 1                      | Słowenia               | Robert Renner                                     |
| 5.70                   | 1                      | Szwecja                | Melker Svärd Jacobsson                            |
| Zaproszenia            | 1                      | Kazachstan             |                                                   |
| Suma                   | 32                     |                        |                                                   |

| Pchnięcie kulą mężczyzn | Pchnięcie kulą mężczyzn | Pchnięcie kulą mężczyzn    | Pchnięcie kulą mężczyzn                          |
| Minimum kwalifikacyjne  | Liczba miejsc           | Państwo                    | Imię i nazwisko                                  |
| ----------------------- | ----------------------- | -------------------------- | ------------------------------------------------ |
| 20.50                   | 3                       | Bośnia i Hercegowina       | Hamza Alić Kemal Mešić Mesud Pezer               |
| 20.50                   | 3                       | Polska                     | Konrad Bukowiecki Michał Haratyk Tomasz Majewski |
| 20.50                   | 3                       | Stany Zjednoczone          | Ryan Crouser Darrell Hill Joe Kovacs             |
| 20.50                   | 2                       | Chorwacja                  | Filip Mihaljević Stipe Žunić                     |
| 20.50                   | 2                       | Hiszpania                  | Carlos Tobalina Borja Vivas                      |
| 20.50                   | 2                       | Niemcy                     | Tobias Dahm David Storl                          |
| 20.50                   | 2                       | Nowa Zelandia              | Jacko Gill Tomas Walsh                           |
| 20.50                   | 2                       | Rumunia                    | Andrei Gag Andrei Toader                         |
| 20.50                   | 1                       | Argentyna                  | Germán Lauro                                     |
| 20.50                   | 1                       | Australia                  | Damien Birkinhead                                |
| 20.50                   | 1                       | Białoruś                   |                                                  |
| 20.50                   | 1                       | Brazylia                   | Darlan Romani                                    |
| 20.50                   | 1                       | Bułgaria                   | Georgi Iwanow                                    |
| 20.50                   | 1                       | Kanada                     | Tim Nedow                                        |
| 20.50                   | 1                       | Czechy                     | Tomáš Staněk                                     |
| 20.50                   | 1                       | Grecja                     | Nicholas Scarvelis                               |
| 20.50                   | 1                       | Gruzja                     | Benik Abrahamyan                                 |
| 20.50                   | 1                       | Indie                      | Indrajit Singh                                   |
| 20.50                   | 1                       | Jamajka                    | O’Dayne Richards                                 |
| 20.50                   | 1                       | Kazachstan                 | Iwan Iwanow                                      |
| 20.50                   | 1                       | Mołdawia                   | Iwan Emilianow                                   |
| 20.50                   | 1                       | Nigeria                    | Stephen Mozia                                    |
| 20.50                   | 1                       | Portugalia                 | Tsanko Arnaudov                                  |
| 20.50                   | 1                       | Serbia                     | Asmir Kolašinac                                  |
| Zaproszenia             | 1                       | Brytyjskie Wyspy Dziewicze | Eldred Henry                                     |
| Zaproszenia             | 1                       | Kongo                      | Franck Elemba                                    |
| Suma                    | 35                      |                            |                                                  |

| Rzut dyskiem mężczyzn  | Rzut dyskiem mężczyzn | Rzut dyskiem mężczyzn | Rzut dyskiem mężczyzn                            |
| Minimum kwalifikacyjne | Liczba miejsc         | Państwo               | Imię i nazwisko                                  |
| ---------------------- | --------------------- | --------------------- | ------------------------------------------------ |
| 65.00                  | 3                     | Niemcy                | Christoph Harting Robert Harting Daniel Jasinski |
| 65.00                  | 3                     | Stany Zjednoczone     | Tavis Bailey Andrew Evans Mason Finley           |
| 65.00                  | 2                     | Australia             | Matt Denny Benn Harradine                        |
| 65.00                  | 2                     | Austria               |                                                  |
| 65.00                  | 2                     | Estonia               | Gerd Kanter Martin Kupper                        |
| 65.00                  | 2                     | Hiszpania             | Frank Casañas Lois Maikel Martínez               |
| 65.00                  | 2                     | Iran                  | Ehsan Hadadi Mahmoud Samimi                      |
| 65.00                  | 2                     | Polska                | Piotr Małachowski Robert Urbanek                 |
| 65.00                  | 2                     | Szwecja               | Axel Härstedt Daniel Ståhl                       |
| 65.00                  | 1                     | Belgia                | Philip Milanov                                   |
| 65.00                  | 1                     | Cypr                  | Apostolos Parelis                                |
| 65.00                  | 1                     | Węgry                 | Zoltán Kővágó                                    |
| 65.00                  | 1                     | Indie                 | Vikas Gowda                                      |
| 65.00                  | 1                     | Jamajka               | Fedrick Dacres                                   |
| 65.00                  | 1                     | Kolumbia              | Mauricio Ortega                                  |
| 65.00                  | 1                     | Kuba                  | Jorge Fernández Hernández                        |
| 65.00                  | 1                     | Litwa                 | Andrius Gudžius                                  |
| 65.00                  | 1                     | Południowa Afryka     |                                                  |
| 65.00                  | 1                     | Samoa                 | Alex Rose                                        |
| 65.00                  | 1                     | Ukraina               |                                                  |
| Zaproszenia            |                       |                       |                                                  |
| Suma                   | 30                    |                       |                                                  |

| Rzut młotem mężczyzn   | Rzut młotem mężczyzn | Rzut młotem mężczyzn | Rzut młotem mężczyzn                           |
| Minimum kwalifikacyjne | Liczba miejsc        | Państwo              | Imię i nazwisko                                |
| ---------------------- | -------------------- | -------------------- | ---------------------------------------------- |
| 77.00                  | 3                    | Stany Zjednoczone    | Kibwe Johnson Conor McCullough Rudy Winkler    |
| 77.00                  | 2                    | Iran                 | Pejman Ghalenoui Kaveh Mousavi                 |
| 77.00                  | 2                    | Polska               | Paweł Fajdek Wojciech Nowicki                  |
| 77.00                  | 2                    | Egipt                | Mostafa Hicham Al-Gamal Hassan Mohamed Mahmoud |
| 77.00                  | 1                    | Azerbejdżan          |                                                |
| 77.00                  | 1                    | Brazylia             | Wagner Domingos                                |
| 77.00                  | 1                    | Hiszpania            | Javier Cienfuegos                              |
| 77.00                  | 1                    | Grecja               | Michail Anastasakis                            |
| 77.00                  | 1                    | Kuba                 | Roberto Janet                                  |
| 77.00                  | 1                    | Wielka Brytania      |                                                |
| 77.00                  | 1                    | Węgry                | Krisztián Pars                                 |
| 77.00                  | 1                    | Izrael               |                                                |
| 77.00                  | 1                    | Włochy               | Marco Lingua                                   |
| 77.00                  | 1                    | Meksyk               | Diego del Real                                 |
| 77.00                  | 1                    | Mołdawia             | Serghei Marghiev                               |
| 77.00                  | 1                    | Katar                | Aszraf Amdżad as-Sajfi                         |
| 77.00                  | 1                    | Kostaryka            | Roberto Sawyers                                |
| 77.00                  | 1                    | Słowacja             | Marcel Lomnický                                |
| 77.00                  | 1                    | Tadżykistan          | Dilszod Nazarow                                |
| 77.00                  | 1                    | Ukraina              | Jewhen Wynohradow                              |
| 77.00                  | 1                    | Uzbekistan           | Suhrob Xoʻjayev                                |
| Zaproszenia            |                      |                      |                                                |
| Suma                   | 26                   |                      |                                                |

| Rzut oszczepem mężczyzn | Rzut oszczepem mężczyzn | Rzut oszczepem mężczyzn | Rzut oszczepem mężczyzn                       |
| Minimum kwalifikacyjne  | Liczba miejsc           | Państwo                 | Imię i nazwisko                               |
| ----------------------- | ----------------------- | ----------------------- | --------------------------------------------- |
| 83.00                   | 3                       | Czechy                  | Petr Frydrych Jakub Vadlejch Vítězslav Veselý |
| 83.00                   | 3                       | Finlandia               | Ari Mannio Tero Pitkämäki Antti Ruuskanen     |
| 83.00                   | 3                       | Estonia                 | Magnus Kirt Tanel Laanmäe Risto Mätas         |
| 83.00                   | 3                       | Niemcy                  | Thomas Röhler Johannes Vetter Julian Weber    |
| 83.00                   | 3                       | Stany Zjednoczone       | Sam Crouser Sean Furey Cyrus Hostetler        |
| 83.00                   | 2                       | Australia               | Hamish Peacock Joshua Robinson                |
| 83.00                   | 2                       | Łotwa                   | Zigismunds Sirmais Rolands Štrobinders        |
| 83.00                   | 2                       | Polska                  | Łukasz Grzeszczuk Marcin Krukowski            |
| 83.00                   | 2                       | Ukraina                 |                                               |
| 83.00                   | 1                       | Argentyna               | Braian Toledo                                 |
| 83.00                   | 1                       | Brazylia                | Júlio César de Oliveira                       |
| 83.00                   | 1                       | Chińskie Tajpej         | Huang Shih-feng                               |
| 83.00                   | 1                       | Egipt                   | Ihab Abd ar-Rahman as-Sajjid                  |
| 83.00                   | 1                       | Japonia                 | Ryōhei Arai                                   |
| 83.00                   | 1                       | Kenia                   | Julius Yego                                   |
| 83.00                   | 1                       | Nowa Zelandia           | Stuart Farquhar                               |
| 83.00                   | 1                       | Południowa Afryka       | Rocco van Rooyen                              |
| 83.00                   | 1                       | Sri Lanka               | Sumedha Ranasinghe                            |
| 83.00                   | 1                       | Trynidad i Tobago       | Keshorn Walcott                               |
| 83.00                   | 1                       | Uzbekistan              |                                               |
| Zaproszenia             | 1                       | Fidżi                   | Leslie Copeland                               |
| Suma                    | 35                      |                         |                                               |

| Skok w dal kobiet      | Skok w dal kobiet | Skok w dal kobiet               | Skok w dal kobiet                                          |
| Minimum kwalifikacyjne | Liczba miejsc     | Państwo                         | Imię i nazwisko                                            |
| ---------------------- | ----------------- | ------------------------------- | ---------------------------------------------------------- |
| 6.70                   | 3                 | Niemcy                          | Malaika Mihambo Sosthene Taroum Moguenara Alexandra Wester |
| 6.70                   | 3                 | Hiszpania                       | Juliet Itoya María del Mar Jover Concepción Montaner       |
| 6.70                   | 3                 | Stany Zjednoczone               | Tianna Bartoletta Janay DeLoach Soukup Brittney Reese      |
| 6.70                   | 3                 | Wielka Brytania                 | Shara Proctor Jazmin Sawyers Lorraine Ugen                 |
| 6.70                   | 2                 | Australia                       | Chelsea Jaensch Brooke Stratton                            |
| 6.70                   | 2                 | Białoruś                        |                                                            |
| 6.70                   | 2                 | Brazylia                        | Keila Costa Eliane Martins                                 |
| 6.70                   | 2                 | Szwecja                         |                                                            |
| 6.70                   | 1                 | Armenia                         | Amalija Szarojan                                           |
| 6.70                   | 1                 | Bahamy                          | Bianca Stuart                                              |
| 6.70                   | 1                 | Barbados                        |                                                            |
| 6.70                   | 1                 | Estonia                         | Ksenija Balta                                              |
| 6.70                   | 1                 | Kuba                            |                                                            |
| 6.70                   | 1                 | Francja                         |                                                            |
| 6.70                   | 1                 | Grecja                          | Háido Alexouli                                             |
| 6.70                   | 1                 | Islandia                        |                                                            |
| 6.70                   | 1                 | Indonezja                       | Maria Natalia Londa                                        |
| 6.70                   | 1                 | Japonia                         | Konomi Kai                                                 |
| 6.70                   | 1                 | Kanada                          | Christabel Nettey                                          |
| 6.70                   | 1                 | Meksyk                          | Yvonne Trevino                                             |
| 6.70                   | 1                 | Południowa Afryka               | Lynique Prinsloo                                           |
| 6.70                   | 1                 | Rumunia                         | Alina Rotaru                                               |
| 6.70                   | 1                 | Serbia                          | Ivana Španović                                             |
| 6.70                   | 1                 | Turcja                          | Karin Melis Mey                                            |
| 6.70                   | 1                 | Ukraina                         |                                                            |
| Zaproszenia            | 1                 | Niezależni Sportowcy Olimpijscy |                                                            |
| Suma                   | 38                |                                 |                                                            |

| Trójskok kobiet        | Trójskok kobiet | Trójskok kobiet   | Trójskok kobiet                             |
| Minimum kwalifikacyjne | Liczba miejsc   | Państwo           | Imię i nazwisko                             |
| ---------------------- | --------------- | ----------------- | ------------------------------------------- |
| 14.15                  | 3               | Stany Zjednoczone | Christina Epps Andrea Geubelle Keturah Orji |
| 14.15                  | 2               | Kolumbia          | Caterine Ibargüen Yosiri Urrutia            |
| 14.15                  | 2               | Brazylia          | Keila Costa Núbia Soares                    |
| 14.15                  | 2               | Białoruś          | Iryna Waskoska Natalija Wiatkina            |
| 14.15                  | 2               | Jamajka           | Shanieka Thomas Kimberly Williams           |
| 14.15                  | 2               | Kazachstan        |                                             |
| 14.15                  | 2               | Niemcy            | Jenny Elbe Kristin Gierisch                 |
| 14.15                  | 2               | Portugalia        | Susana Costa Patrícia Mamona                |
| 14.15                  | 1               | Bułgaria          | Gabrieła Petrowa                            |
| 14.15                  | 1               | Chiny             | Li Xiaohong                                 |
| 14.15                  | 1               | Finlandia         | Kristiina Mäkelä                            |
| 14.15                  | 1               | Francja           | Jeanine Assani Issouf                       |
| 14.15                  | 1               | Grecja            | Paraskiewi Papachristu                      |
| 14.15                  | 1               | Hiszpania         | Patricia Sarrapio                           |
| 14.15                  | 1               | Izrael            | Hanna Kniaziewa                             |
| 14.15                  | 1               | Kuba              | Liadagmis Povea                             |
| 14.15                  | 1               | Włochy            | Darija Derkacz                              |
| 14.15                  | 1               | Litwa             |                                             |
| 14.15                  | 1               | Polska            | Anna Jagaciak-Michalska                     |
| 14.15                  | 1               | Rumunia           |                                             |
| 14.15                  | 1               | Słowacja          | Dana Velďáková                              |
| 14.15                  | 1               | Ukraina           |                                             |
| 14.15                  | 1               | Wenezuela         | Yulimar Rojas                               |
| Zaproszenia            | 1               | Dominika          | Thea LaFond                                 |
| Zaproszenia            | 1               | Kamerun           | Joëlle Mbumi Nkouindjin                     |
| Suma                   | 33              |                   |                                             |

| Skok wzwyż kobiet      | Skok wzwyż kobiet | Skok wzwyż kobiet | Skok wzwyż kobiet                                   |
| Minimum kwalifikacyjne | Liczba miejsc     | Państwo           | Imię i nazwisko                                     |
| ---------------------- | ----------------- | ----------------- | --------------------------------------------------- |
| 1.93                   | 3                 | Stany Zjednoczone | Vashti Cunningham Chaunté Howard Inika McPherson    |
| 1.93                   | 3                 | Ukraina           | Iryna Heraszczenko Julija Łewczenko Oksana Okuniewa |
| 1.93                   | 2                 | Chorwacja         | Ana Šimić Blanka Vlašić                             |
| 1.93                   | 2                 | Wielka Brytania   |                                                     |
| 1.93                   | 2                 | Saint Lucia       | Jeanelle Scheper Levern Spencer                     |
| 1.93                   | 2                 | Szwecja           | Erika Kinsey Sofie Skoog                            |
| 1.93                   | 2                 | Uzbekistan        | Nadiya Dusanova Svetlana Radzivil                   |
| 1.93                   | 1                 | Australia         | Eleanor Patterson                                   |
| 1.93                   | 1                 | Barbados          | Akela Jones                                         |
| 1.93                   | 1                 | Hiszpania         | Ruth Beitia                                         |
| 1.93                   | 1                 | Belgia            | Nafissatou Thiam                                    |
| 1.93                   | 1                 | Bułgaria          | Mireła Demirewa                                     |
| 1.93                   | 1                 | Cypr              | Leondia Kalenu                                      |
| 1.93                   | 1                 | Czechy            | Michaela Hrubá                                      |
| 1.93                   | 1                 | Kanada            | Alyxandria Treasure                                 |
| 1.93                   | 1                 | Niemcy            | Marie-Laurence Jungfleisch                          |
| 1.93                   | 1                 | Polska            | Kamila Lićwinko                                     |
| 1.93                   | 1                 | Węgry             | Barbara Szabó                                       |
| 1.93                   | 1                 | Włochy            |                                                     |
| 1.93                   | 1                 | Litwa             | Airinė Palšytė                                      |
| 1.93                   | 1                 | Nigeria           | Doreen Amata                                        |
| 1.93                   | 1                 | Rumunia           |                                                     |
| Zaproszenia            | 1                 | Seszele           | Lissa Labiche                                       |
| Suma                   | 32                |                   |                                                     |

| Skok o tyczce kobiet   | Skok o tyczce kobiet | Skok o tyczce kobiet | Skok o tyczce kobiet                    |
| Minimum kwalifikacyjne | Liczba miejsc        | Państwo              | Imię i nazwisko                         |
| ---------------------- | -------------------- | -------------------- | --------------------------------------- |
| 4.50                   | 3                    | Niemcy               | Annika Roloff Lisa Ryzih Martina Strutz |
| 4.50                   | 3                    | Kanada               | Kelsie Ahbe Anicka Newell Alysha Newman |
| 4.50                   | 3                    | Stany Zjednoczone    | Sandi Morris Jennifer Suhr Lexi Weeks   |
| 4.50                   | 2                    | Brazylia             | Joana Costa Fabiana Murer               |
| 4.50                   | 2                    | Czechy               | Romana Maláčová Jiřina Ptáčníková       |
| 4.50                   | 2                    | Finlandia            | Wilma Murto Minna Nikkanen              |
| 4.50                   | 2                    | Grecja               | Nikoleta Kiriakopulu Katerina Stefanidi |
| 4.50                   | 2                    | Chiny                | Li Ling Ren Mengqian                    |
| 4.50                   | 2                    | Portugalia           | Marta Onofre Maria Eleonor Tavares      |
| 4.50                   | 2                    | Szwecja              | Angelica Bengtsson Michaela Meijer      |
| 4.50                   | 1                    | Australia            | Alana Boyd                              |
| 4.50                   | 1                    | Francja              | Vanessa Boslak                          |
| 4.50                   | 1                    | Wielka Brytania      | Holly Bleasdale                         |
| 4.50                   | 1                    | Irlandia             | Victoria Pena                           |
| 4.50                   | 1                    | Holandia             | Femke Pluim                             |
| 4.50                   | 1                    | Kuba                 | Yarisley Silva                          |
| 4.50                   | 1                    | Nowa Zelandia        | Eliza McCartney                         |
| 4.50                   | 1                    | Portoryko            | Diamara Planell                         |
| 4.50                   | 1                    | Słowenia             | Tina Šutej                              |
| 4.50                   | 1                    | Szwajcaria           |                                         |
| 4.50                   | 1                    | Wenezuela            | Robeilys Peinado                        |
| 4.50                   | 1                    | Włochy               | Sonia Malavisi                          |
| Zaproszenia            |                      |                      |                                         |
| Suma                   | 35                   |                      |                                         |

| Pchnięcie kulą kobiet  | Pchnięcie kulą kobiet | Pchnięcie kulą kobiet | Pchnięcie kulą kobiet                          |
| Minimum kwalifikacyjne | Liczba miejsc         | Państwo               | Imię i nazwisko                                |
| ---------------------- | --------------------- | --------------------- | ---------------------------------------------- |
| 17.75                  | 3                     | Białoruś              | Alona Dubicka Alena Kapiec Julija Leanciuk     |
| 17.75                  | 3                     | Chiny                 | Bian Ka Gong Lijiao Gao Yang                   |
| 17.75                  | 3                     | Stany Zjednoczone     | Michelle Carter Felisha Johnson Raven Saunders |
| 17.75                  | 2                     | Kanada                | Brittany Crew Taryn Suttie                     |
| 17.75                  | 2                     | Niemcy                |                                                |
| 17.75                  | 2                     | Ukraina               | Olha Hołodna Galina Obleszczuk                 |
| 17.75                  | 2                     | Wielka Brytania       |                                                |
| 17.75                  | 1                     | Brazylia              | Geísa Arcanjo                                  |
| 17.75                  | 1                     | Bułgaria              | Radosława Mawrodiewa                           |
| 17.75                  | 1                     | Chile                 | Natalia Duco                                   |
| 17.75                  | 1                     | Kolumbia              | Sandra Lemos                                   |
| 17.75                  | 1                     | Kuba                  |                                                |
| 17.75                  | 1                     | Holandia              | Melissa Boekelman                              |
| 17.75                  | 1                     | Węgry                 | Anita Márton                                   |
| 17.75                  | 1                     | Indie                 | Manpreet Kaur                                  |
| 17.75                  | 1                     | Iran                  | Leila Rajabi                                   |
| 17.75                  | 1                     | Włochy                |                                                |
| 17.75                  | 1                     | Jamajka               | Danniel Thomas                                 |
| 17.75                  | 1                     | Mołdawia              | Dumitriana Surdu                               |
| 17.75                  | 1                     | Nowa Zelandia         | Valerie Adams                                  |
| 17.75                  | 1                     | Polska                | Paulina Guba                                   |
| 17.75                  | 1                     | Trynidad i Tobago     | Cleopatra Borel                                |
| 17.75                  | 1                     | Turcja                | Emel Dereli                                    |
| 17.75                  | 1                     | Wenezuela             | Ahymara Espinoza                               |
| Zaproszenia            | 1                     | Gwinea Bissau         | Jessica Inchude                                |
| Zaproszenia            | 1                     | Kamerun               | Auriol Dongmo Mekemnang                        |
| Suma                   | 36                    |                       |                                                |

| Rzut dyskiem kobiet    | Rzut dyskiem kobiet | Rzut dyskiem kobiet | Rzut dyskiem kobiet                           |
| Minimum kwalifikacyjne | Liczba miejsc       | Państwo             | Imię i nazwisko                               |
| ---------------------- | ------------------- | ------------------- | --------------------------------------------- |
| 61.00                  | 3                   | Chiny               | Feng Bin Su Xinyue Chen Yang                  |
| 61.00                  | 3                   | Jamajka             | Tarasue Barnett Kellion Knibb Shadae Lawrence |
| 61.00                  | 3                   | Niemcy              | Shanice Craft Julia Fischer Nadine Müller     |
| 61.00                  | 3                   | Stany Zjednoczone   | Whitney Ashley Kelsey Card Shelbi Vaughan     |
| 61.00                  | 2                   | Brazylia            | Fernanda Martins Andressa de Morais           |
| 61.00                  | 2                   | Francja             | Pauline Pousse Mélina Robert-Michon           |
| 61.00                  | 2                   | Kuba                | Denia Caballero Yaimé Pérez                   |
| 61.00                  | 1                   | Argentyna           | Rocío Comba                                   |
| 61.00                  | 1                   | Australia           | Dani Samuels                                  |
| 61.00                  | 1                   | Chile               | Karen Gallardo                                |
| 61.00                  | 1                   | Chorwacja           | Sandra Perković                               |
| 61.00                  | 1                   | Hiszpania           | Sabina Asenjo                                 |
| 61.00                  | 1                   | Grecja              | Hrisoula Anagnostopoulo                       |
| 61.00                  | 1                   | Indie               | Seema Antil                                   |
| 61.00                  | 1                   | Litwa               | Zinaida Sendriūtė                             |
| 61.00                  | 1                   | Mołdawia            | Natalia Stratulat                             |
| 61.00                  | 1                   | Polska              | Żaneta Glanc                                  |
| 61.00                  | 1                   | Portugalia          | Irina Rodrigues                               |
| 61.00                  | 1                   | Serbia              | Dragana Tomašević                             |
| 61.00                  | 1                   | Ukraina             | Natalija Fokina-Semenowa                      |
| 61.00                  | 1                   | Wielka Brytania     | Jade Lally                                    |
| Zaproszenia            |                     |                     |                                               |
| Suma                   | 32                  |                     |                                               |

| Rzut młotem kobiet     | Rzut młotem kobiet | Rzut młotem kobiet | Rzut młotem kobiet                              |
| Minimum kwalifikacyjne | Liczba miejsc      | Państwo            | Imię i nazwisko                                 |
| ---------------------- | ------------------ | ------------------ | ----------------------------------------------- |
| 71.00                  | 3                  | Chiny              | Liu Tingting Zhang Wenxiu Wang Zheng            |
| 71.00                  | 3                  | Niemcy             | Betty Heidler Kathrin Klaas Charlene Woitha     |
| 71.00                  | 3                  | Polska             | Joanna Fiodorow Malwina Kopron Anita Włodarczyk |
| 71.00                  | 3                  | Stany Zjednoczone  | Gwen Berry Amber Campbell DeAnna Price          |
| 71.00                  | 2                  | Białoruś           | Alena Sobalewa Hanna Zinczuk                    |
| 71.00                  | 2                  | Mołdawia           | Zalina Marghieva Marina Nichișenco              |
| 71.00                  | 1                  | Argentyna          | Jennifer Dahlgren                               |
| 71.00                  | 1                  | Azerbejdżan        | Hanna Skydan                                    |
| 71.00                  | 1                  | Czechy             | Kateřina Šafránková                             |
| 71.00                  | 1                  | Kanada             | Heather Steacy                                  |
| 71.00                  | 1                  | Kuba               | Yirisleydi Ford                                 |
| 71.00                  | 1                  | Francja            | Alexandra Tavernier                             |
| 71.00                  | 1                  | Jamajka            | Daina Levy                                      |
| 71.00                  | 1                  | Wielka Brytania    | Sophie Hitchon                                  |
| 71.00                  | 1                  | Słowacja           | Martina Hrašnová                                |
| 71.00                  | 1                  | Turcja             |                                                 |
| 71.00                  | 1                  | Ukraina            |                                                 |
| 71.00                  | 1                  | Wenezuela          | Rosa Rodríguez                                  |
| Zaproszenia            |                    |                    |                                                 |
| Suma                   | 28                 |                    |                                                 |

| Rzut oszczepem kobiet  | Rzut oszczepem kobiet | Rzut oszczepem kobiet | Rzut oszczepem kobiet                                |
| Minimum kwalifikacyjne | Liczba miejsc         | Państwo               | Imię i nazwisko                                      |
| ---------------------- | --------------------- | --------------------- | ---------------------------------------------------- |
| 62.00                  | 3                     | Australia             | Kimberley Mickle Kathryn Mitchell Kelsey-Lee Roberts |
| 62.00                  | 3                     | Chiny                 | Lü Huihui Li Lingwei Liu Shiying                     |
| 62.00                  | 3                     | Niemcy                | Christin Hussong Christina Obergföll Linda Stahl     |
| 62.00                  | 3                     | Stany Zjednoczone     | Brittany Borman Maggie Malone Kara Winger            |
| 62.00                  | 2                     | Łotwa                 |                                                      |
| 62.00                  | 1                     | Białoruś              |                                                      |
| 62.00                  | 1                     | Chorwacja             | Sara Kolak                                           |
| 62.00                  | 1                     | Estonia               | Liina Laasma                                         |
| 62.00                  | 1                     | Kanada                | Liz Gleadle                                          |
| 62.00                  | 1                     | Kuba                  | Yulenmis Aguilar                                     |
| 62.00                  | 1                     | Czechy                | Barbora Špotáková                                    |
| 62.00                  | 1                     | Finlandia             | Sanni Utriainen                                      |
| 62.00                  | 1                     | Francja               | Matilde Andraud                                      |
| 62.00                  | 1                     | Wielka Brytania       |                                                      |
| 62.00                  | 1                     | Islandia              | Ásdís Hjálmsdóttir                                   |
| 62.00                  | 1                     | Izrael                | Marharyta Dorożon                                    |
| 62.00                  | 1                     | Japonia               | Yuki Ebihara                                         |
| 62.00                  | 1                     | Kolumbia              | Flor Ruíz                                            |
| 62.00                  | 1                     | Polska                | Maria Andrejczyk                                     |
| 62.00                  | 1                     | Słowenia              | Martina Ratej                                        |
| 62.00                  | 1                     | Południowa Afryka     | Sunette Viljoen                                      |
| 62.00                  | 1                     | Ukraina               |                                                      |
| Zaproszenia            | 1                     | Nikaragua             |                                                      |
| Suma                   | 32                    |                       |                                                      |

#### Siedmiobój i dziesięciobój
| Dziesięciobój          | Dziesięciobój | Dziesięciobój     | Dziesięciobój                           |
| Minimum kwalifikacyjne | Liczba miejsc | Państwo           | Imię i nazwisko                         |
| ---------------------- | ------------- | ----------------- | --------------------------------------- |
| 8100                   | 3             | Niemcy            | Arthur Abele Rico Freimuth Kai Kazmirek |
| 8100                   | 3             | Stany Zjednoczone | Ashton Eaton Jeremy Taiwo Zach Ziemek   |
| 8100                   | 2             | Czechy            | Adam Helcelet Jiří Sýkora               |
| 8100                   | 2             | Estonia           | Karl Robert Saluri Maicel Uibo          |
| 8100                   | 2             | Francja           | Bastien Auzeil Kévin Mayer              |
| 8100                   | 2             | Grenada           | Kurt Felix Lindon Victor                |
| 8100                   | 2             | Holandia          | Pieter Braun Eelco Sintnicolaas         |
| 8100                   | 2             | Japonia           | Akihiko Nakamura Keisuke Ushiro         |
| 8100                   | 2             | Kuba              | Yordani García Leonel Suárez            |
| 8100                   | 1             | Algieria          | Larbi Bouraada                          |
| 8100                   | 1             | Australia         | Cedric Dubler                           |
| 8100                   | 1             | Austria           | Dominik Distelberger                    |
| 8100                   | 1             | Belgia            | Thomas Van der Plaetsen                 |
| 8100                   | 1             | Białoruś          |                                         |
| 8100                   | 1             | Brazylia          | Luiz Alberto de Araújo                  |
| 8100                   | 1             | Kanada            | Damian Warner                           |
| 8100                   | 1             | Polska            | Paweł Wiesiołek                         |
| 8100                   | 1             | Południowa Afryka | Willem Coertzen                         |
| 8100                   | 1             | Hiszpania         | Pau Tonnesen                            |
| 8100                   | 1             | Serbia            | Mihail Dudaš                            |
| 8100                   | 1             | Ukraina           | Ołeksij Kasjanow                        |
| 8100                   | 1             | Uzbekistan        | Leonid Andreyev                         |
| Zaproszenia            | 1             | Madagaskar        |                                         |
| Suma                   | 34            |                   |                                         |

| Siedmiobój             | Siedmiobój    | Siedmiobój        | Siedmiobój                                         |
| Minimum kwalifikacyjne | Liczba miejsc | Państwo           | Imię i nazwisko                                    |
| ---------------------- | ------------- | ----------------- | -------------------------------------------------- |
| 6200                   | 3             | Niemcy            | Jennifer Oeser Claudia Rath Carolin Schäfer        |
| 6200                   | 3             | Holandia          | Nadine Broersen Anouk Vetter Nadine Visser         |
| 6200                   | 3             | Stany Zjednoczone | Heather Miller-Koch Barbara Nwaba Kendell Williams |
| 6200                   | 2             | Białoruś          |                                                    |
| 6200                   | 2             | Czechy            | Kateřina Cachová Eliška Klučinová                  |
| 6200                   | 2             | Wielka Brytania   | Jessica Ennis-Hill Katarina Johnson-Thompson       |
| 6200                   | 2             | Ukraina           | Alina Fiodorowa Hanna Melnyczenko                  |
| 6200                   | 2             | Węgry             | Xénia Krizsán Györgyi Zsivoczky-Farkas             |
| 6200                   | 1             | Austria           | Ivona Dadic                                        |
| 6200                   | 1             | Barbados          | Akela Jones                                        |
| 6200                   | 1             | Belgia            | Nafissatou Thiam                                   |
| 6200                   | 1             | Kanada            | Brianne Theisen-Eaton                              |
| 6200                   | 1             | Kuba              | Yorgelis Rodríguez                                 |
| 6200                   | 1             | Estonia           | Grit Šadeiko                                       |
| 6200                   | 1             | Francja           | Antoinette Nana Djimou                             |
| 6200                   | 1             | Grecja            | Sofia Ifandidu                                     |
| 6200                   | 1             | Kolumbia          | Evelis Aguilar                                     |
| 6200                   | 1             | Łotwa             | Laura Ikauniece-Admidiņa                           |
| 6200                   | 1             | Nigeria           | Uhunoma Osazuwa                                    |
| 6200                   | 1             | Uzbekistan        | Yekaterina Voronina                                |
| Zaproszenia            | 1             | Brazylia          | Vanessa Spínola                                    |
| Suma                   | 32            |                   |                                                    |

### Sztafety
| 4x100 metrów mężczyzn                   | 4x100 metrów mężczyzn | 4x100 metrów mężczyzn |
| Sposób kwalifikacji                     | Liczba sztafet        | Zakwalifikowane sztafety |
| --------------------------------------- | --------------------- | --- |
| IAAF World Relays 2015                  | 8                     | Stany Zjednoczone · * Marvin Bracy · * Trayvon Bromell · * Christian Coleman · * Justin Gatlin · * Tyson Gay · * Michael Rodgers · Jamajka · * Nickel Ashmeade · * Kemar Bailey-Cole · * Yohan Blake · * Usain Bolt · * Jevaughn Minzie · * Asafa Powell · Japonia · * Asuka Cambridge · * Kenji Fujimitsu · * Shōta Iizuka · * Yoshihide Kiryū · * Kei Takase · * Ryōta Yamagata · Brazylia · * Bruno de Barros · * José Carlos Moreira · * Vítor Hugo dos Santos · * Aldemir da Silva Junior · * Ricardo de Souza · * Jorge Vides · Francja · * Guy-Elphège Anouman · * Stuart Dutamby · * Christophe Lemaitre · * Marvin Rene · * Jimmy Vicaut · * Méba-Mickaël Zézé · Saint Kitts i Nevis · * Antoine Adams · * Allistar Clarke · * Kim Collins · * Brijesh Lawrence · * Jason Rogers · * Lestrod Roland · Trynidad i Tobago · * Keston Bledman · * Emmanuel Callender · * Marcus Duncan · * Kyle Greaux · * Rondel Sorrillo · * Richard Thompson · Niemcy · * Robert Hering · * Lucas Jakubczyk · * Sven Knipphals · * Alexander Kosenkow · * Julian Reus · * Roy Schmidt |
| Ranking światowy (z dnia 12 lipca 2016) | 8                     | Antigua i Barbuda · * Daniel Bailey · * Miguel Francis · * Cejhae Greene · * Jared Jarvis · * Chavaughn Walsh · * Tahir Walsh · Kanada · * Mobolade Ajomale · * Aaron Brown · * Andre De Grasse · * Akeem Haynes · * Oluwasegun Makinde · * Brendon Rodney · Chiny · * Su Bingtian · * Zhang Peimeng · * Tang Xingqiang · * Yang Yang · * Mo Youxue · * Xie Zhenye · Kuba · * Edel R. Amores · * Yaniel Carrero · * Reynier Mena · * Reidis Ramos · * César Y. Ruiz · * Roberto Skyers · Dominikana · * Youndry Andujar · * Stanly del Carmen · * Yancarlos Martínez · * Mayobanex de Óleo · * Christopher Valdez · Wielka Brytania · * Harry Aikines-Aryeetey · * James Dasaolu · * Ojie Edoburun · * James Ellington · * Richard Kilty · * Chijindu Ujah · Holandia · * Solomon Bockarie · * Giovanni Codrington · * Dimitri Juliet · * Churandy Martina · * Hensley Paulina · * Jorén Tromp · Turcja · * Emre Zafer Barnes · * Umutcan Emektas · * Jak Ali Harvey · * Ramil Guliyev · * Izzet Safer · * Furkan Şen                                                          |

| 4x400 metrów mężczyzn                   | 4x400 metrów mężczyzn | 4x400 metrów mężczyzn |
| Sposób kwalifikacji                     | Liczba sztafet        | Zakwalifikowane sztafety |
| --------------------------------------- | --------------------- | --- |
| IAAF World Relays 2015                  | 8                     | Stany Zjednoczone · * Kyle Clemons · * Arman Hall · * Tony McQuay · * LaShawn Merritt · * Gil Roberts · * David Verburg · Bahamy · * Chris Brown · * Steven Gardiner · * Michael Mathieu · * Stephen Newbold · * Demetrius Pinder · * Alonzo Russell · Belgia · * Dylan Borlée · * Jonathan Borlée · * Kévin Borlée · * Antoine Gillet · * Robin Vanderbemden · * Julien Watrin · Jamajka · * Nathon Allen · * Javere Bell · * Fitzroy Dunkley · * Javon Francis · * Peter Matthews · * Rusheen McDonald · Brazylia · * Lucas Carvalho · * Peterson Dos Santos · * Hederson Estefani · * Pedro Luiz de Oliveira · * Alexander Russo · * Hugo de Sousa · Wielka Brytania · * Jarryd Dunn · * Matthew Hudson-Smith · * Nigel Levine · * Martyn Rooney · * Delano Williams · * Rabah Yousif · Trynidad i Tobago · * Machel Cedenio · * Lalonde Gordon · * Deon Lendore · * Renny Quow · * Jereem Richards · * Jarrin Solomon · Botswana · * Nijel Amos · * Isaac Makwala · * Leaname Maotoanong · * Onkabetse Nkobolo · * Karabo Sibanda · * Baboloki Thebe |
| Ranking światowy (z dnia 12 lipca 2016) | 8                     | Kolumbia · Kuba · Dominikana · Francja · Indie · Japonia · Polska · * Kacper Kozłowski · * Łukasz Krawczuk · * Jakub Krzewina · * Rafał Omelko · * Michał Pietrzak · * Karol Zalewski · Wenezuela |

| 4x100 metrów kobiet                     | 4x100 metrów kobiet | 4x100 metrów kobiet |
| Sposób kwalifikacji                     | Liczba sztafet      | Zakwalifikowane sztafety |
| --------------------------------------- | ------------------- | --- |
| IAAF World Relays 2015                  | 8                   | Jamajka · Stany Zjednoczone · Wielka Brytania · Kanada · Trynidad i Tobago · Brazylia · Nigeria · Szwajcaria |
| Ranking światowy (z dnia 12 lipca 2016) | 8                   | Chiny · Francja · Niemcy · Ghana · Kazachstan · Holandia · Polska · * Agata Forkasiewicz · * Anna Kiełbasińska · * Klaudia Konopko · * Marika Popowicz-Drapała · * Katarzyna Sokólska · * Ewa Swoboda · Ukraina |

| 4x400 metrów kobiet                     | 4x400 metrów kobiet | 4x400 metrów kobiet |
| Sposób kwalifikacji                     | Liczba sztafet      | Zakwalifikowane sztafety |
| --------------------------------------- | ------------------- | --- |
| IAAF World Relays 2015                  | 8                   | Stany Zjednoczone · Jamajka · Wielka Brytania · Francja · Polska · * Iga Baumgart · * Martyna Dąbrowska · * Małgorzata Hołub · * Ewelina Ptak · * Justyna Święty · * Patrycja Wyciszkiewicz · Kanada · Australia · Brazylia |
| Ranking światowy (z dnia 12 lipca 2016) | 8                   | Bahamy · Niemcy · Indie · Włochy · Holandia · Kuba · Rumunia · Ukraina |